# Emma Goldman
Emma Goldman (27 tháng 6 năm 1869 – 14 tháng 5 năm 1940) là một nhà văn và nhà hoạt động chính trị theo chủ nghĩa vô chính phủ. Bà đóng một vai trò then chốt trong việc xây dựng triết học chính trị vô chính phủ ở Bắc Mỹ và châu Âu trong nửa đầu của thế kỷ 20.
Sinh ra ở Kaunas, Đế quốc Nga (ngày nay là Litva), Goldman di cư sang Hoa Kỳ vào năm 1885. Bị thu hút bởi chủ nghĩa vô chính phủ sau Sự kiện Haymarket, Goldman trở thành một cây bút kiêm diễn giả nổi tiếng về triết học vô chính phủ, nữ quyền và các vấn đề xã hội, với những buổi thuyết giảng thu hút hàng nghìn người. Bà và nhà hoạt động vô chính phủ Alexander Berkman, người yêu và bạn lâu năm, lên kế hoạch ám sát nhà công nghiệp và tài phiệt Henry Clay Frick nhằm gây tiếng vang. Kế hoạch bất thành, Berkman bị kết án 22 năm tù giam. Goldman đã bị tống giam nhiều lần trong những năm sau đó vì hành vi "kích động bạo loạn" và phân phát thông tin bất hợp pháp về kiểm soát sinh sản. Năm 1906, Goldman thành lập tạp chí Mẹ Trái Đất theo đường lối vô chính phủ.
Năm 1917, Goldman và Berkman bị kết án 2 năm tù vì âm mưu "lôi kéo một số người không đăng lính" theo lệnh tổng động viên mới ban hành. Sau khi ra tù, họ lại bị bắt lần nữa-cùng với hàng trăm người khác-và bị trục xuất về nguyên quán ở Nga. Ban đầu ủng hộ cách mạng Bolshevik, Goldman thay đổi quan điểm của mình sau khởi nghĩa Kronstadt và lên án nước Nga Xô-viết về việc đàn áp những tiếng nói độc lập. Năm 1923, bà công bố một cuốn sách về những trải nghiệm của mình ở Nga, mang tựa đề "My Disillusionment in Russia". Di cư sang Anh, Canada, và Pháp, bà viết một tiểu sử mang tên "Living My Life". Khi Nội chiến Tây Ban Nha bùng nổ, bà du hành tới Tây Ban Nha để ủng hộ cuộc cách mạng vô chính phủ ở đây. Thất bại, Goldman quay về Anh rồi sang sống ở Canada. Bà mất tại Toronto ngày 14 tháng 4 năm 1940 ở tuổi 70.
Trong cuộc đời mình, Goldman được những người hâm mộ ca ngợi như một "người phụ nữ nổi loạn" mang tư tưởng tự do, còn những người chỉ trích thì lên án bà là một người ủng hộ ám sát với động cơ chính trị và cách mạng bạo lực. Những bài viết và bài giảng của bà trải rộng trên nhiều lĩnh vực, bao gồm nhà tù, chủ nghĩa vô thần, tự do ngôn luận, chủ nghĩa quân phiệt, chủ nghĩa tư bản, hôn nhân, tự do yêu đương, và đồng tính luyến ái. Mặc dù giữ khoảng cách với chủ nghĩa nữ quyền giai đoạn đầu cũng như những nỗ lực nhằm đòi quyền bỏ phiếu cho phụ nữ, bà đã phát triển những cách mới để tích hợp chính trị về giới tính vào chủ nghĩa vô chính phủ. Sau hàng thập kỷ rơi vào quên lãng, vai trò biểu tượng của Goldman hồi sinh từ những năm 1970, khi những học giả về nữ quyền và chủ nghĩa vô chính phủ gợi lại mối quan tâm của quần chúng về cuộc đời của bà.

## Tiểu sử

### Những năm đầu đời

#### Gia đình
Gia đình Emma Goldman là người Do Thái dòng Chính thống ở thành phố Kovno thuộc Đế quốc Nga (nay thuộc Litva). Mẹ của Goldman là Taube Bienowitch có hai đời chồng, bà có với người chồng thứ nhất hai con gái – Helena sinh năm 1860 và Lena năm 1862. Khi ông này mất vì bệnh lao, Taube trở nên tuyệt vọng. Goldman sau này viết: "Bất kỳ tình yêu nào mà bà từng có đã chết theo người đàn ông mà bà lấy từ tuổi mười lăm."
Đám cưới thứ hai của Taube là do gia đình sắp đặt và, theo như cách Goldman nói, hai người "không hợp nhau ngay từ lúc đầu". Người chồng sau của bà, Abraham Goldman, dùng khoản thừa kế của Taube để đầu tư vào một thương vụ thất bại nhanh chóng. Khó khăn kéo đến sau đó kết hợp với xa cách về tình cảm giữa đôi vợ chồng khiến cho ngôi nhà trở thành một nơi đầy căng thẳng cho lũ trẻ. Khi Taube mang thai, Abraham hết sức mong mỏi một đứa con trai; một đứa con gái, ông tin, sẽ là một dấu hiệu tán gia bại sản nữa. Về sau họ có ba con trai, nhưng đứa trẻ đầu tiên được sinh ra là Emma.
Emma Goldman ra đời vào ngày 27 tháng 6 năm 1869. Cha bà dùng bạo lực để trừng phạt bọn trẻ, đánh chúng khi chúng không nghe lời, nhưng riêng có Emma là phải chịu roi vì là đứa bướng bỉnh nhất. Mẹ bà chỉ an ủi ít nhiều, hiếm khi nào kêu Abraham bớt đánh đòn. Sau này Goldman phỏng đoán rằng tính khí giận dữ của cha mình ít nhất một phần là kết quả của sự không hòa hợp trong chuyện giường chiếu.
Quan hệ của Goldman với hai người chị cùng mẹ khác cha, Helena và Lena, hoàn toàn tương phản nhau. Chị cả Helena là người thay mẹ an ủi, đem lại cho tuổi thơ của Goldman "bất cứ niềm vui ít ỏi nào có được". Lena, ngược lại, xa cách và hà khắc. Goldman có ba người em là Louis (chết yếu năm 6 tuổi), Herman (sinh năm 1872), và Moishe (sinh năm 1879).

#### Tuổi thiếu thời

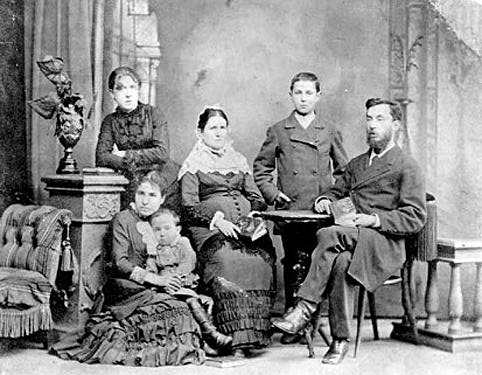
Gia đình Emma Goldman tại St. Petersberg năm 1882. Từ trái sang: Emma, đứng; Helena, ngồi bế Morris; Taube; Herman; Abraham.

Khi Emma còn là một cô bé, gia đình Goldman chuyển tới Papilė, nơi cha bà mở một quán trọ. Trong khi các chị đi làm, Goldman làm quen với một người hầu tên là Petrushka, người khiến bà có "những cảm giác rạo rực đầu tiên". Có lần ở Papilė bà chứng kiến một người nông dân bị đánh bằng roi da trên phố. Sự kiện này ám ảnh bà và góp phần hình thành sự căm ghét suốt đời với những chính quyền bạo lực.
Khi lên 7, Goldman cùng gia đình chuyển tới thành phố Königsberg của Phổ (khi đó thuộc Đế quốc Đức, và bắt đầu đi học realschule (trường cấp hai ở Đức). Goldman lưu giữ ấn tượng về một giáo viên trừng phạt những học sinh không vâng lời-đặc biệt nhắm vào Goldman-bằng cách dùng thước kẻ đánh vào tay. Một giáo viên khác tìm cách sàm sỡ những học sinh nữ và bị sa thải khi bị Goldman đánh trả. Bà tìm được sự cảm thông của một người thầy dạy tiếng Đức, người cho bà mượn sách và thậm chí đưa bà đi xem một vở opera. Là một học sinh ham học, bà vượt qua kì thi tuyển để vào học gymnasium (trung học ở Đức), nhưng giáo viên môn tôn giáo từ chối cấp chứng nhận hạnh kiểm tốt nên bà không được vào học.
Sau đó gia đình Goldman chuyển tới sống ở thành phố Saint Petersburg, nơi cha bà mở hết cửa hàng này đến cửa hàng khác nhưng đều thất bại. Sự khốn khó buộc lũ trẻ phải đi làm từ sớm, và Goldman nhận đủ thứ việc khác nhau. Là một cô bé còn ít tuổi Goldman cầu xin cha cho phép được đi học trở lại, cha bà đáp lại bằng cách ném sách tiếng Pháp của bà vào lửa và hét lên: "Lũ con gái đâu cần phải học gì nhiều! Tất cả một đứa con gái Do Thái cần biết là học cách làm cá nhồi, cắt sợi mì cho mảnh, và sinh cho đàn ông nhiều trẻ con."
Goldman tìm cách tự học và bắt đầu nghiên cứu những biến động chính trị đương thời, đặc biệt là về những người hư vô chịu trách nhiệm ám sát Nga hoàng Aleksandr II. Cuộc biến động theo sau vụ ám sát làm Goldman tò mò, mặc dù bà không thực sự hiểu nó vì còn quá trẻ. Khi đọc tiểu thuyết "Chúng ta phải làm gì" (1863) của Nikolai Chernyshevsky, bà tìm thấy một hình mẫu lý tưởng trong nhân vật chính Vera, người tiếp nhận triết thuyết hư vô và trốn khỏi gia đình đầy áp bức của mình để sống tự do và tạo nên một hợp tác xã dệt may. Cuốn sách mê hoặc Goldman và là một nguồn cảm hứng trong suốt cuộc đời bà.
Cha bà tiếp tục tìm cách ấn định cuộc đời nội trợ cho bà bằng cách sắp xếp cho Goldman kết hôn ở tuổi 15. Họ tranh cãi liên tục về vấn đề này; ông bố phàn nàn rằng bà đang trở thành một phụ nữ "bừa bãi", bà thì kiên quyết nói rằng chỉ có thể kết hôn dựa trên tình cảm. Ở của hàng bán áo lót ngực mà bà làm, bà buộc phải cự lại những lời chọc ghẹo khiếm nhã từ những sĩ quan Nga và những người đàn ông khác. Một người theo đuổi kiên quyết đem bà vào khách sạn và làm một điều mà Goldman gọi là "giao tiếp đầy bạo lực"; hai người viết tiểu sử sau này gọi đó là cưỡng dâm. Bà bị choáng váng bởi trải nghiệm đó trong "cơn sốc bởi sự phát hiện ra rằng sự tiếp xúc giữa đàn ông và đàn bà có thể bạo lực và đau đớn đến vậy." Goldman cảm thấy rằng lần đụng độ đó mãi mãi làm hỏng những mối quan hệ của bà với đàn ông sau này.

#### Rochester, New York

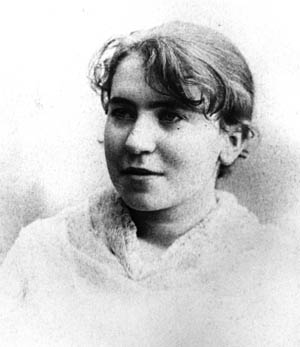
Emma Goldman năm 1886

Năm 1885, Helena dự định chuyển tới New York nơi có vợ chồng em gái Lena. Goldman muốn đi theo cùng, nhưng họ không đồng ý, kể cả khi Helena nói sẵn lòng chịu lo chi phí chuyến đi. Tuyệt vọng, Goldman đe dọa nhảy xuống sông Neva tự tử nếu không được đi, và ông bố đành phải nhượng bộ. Ngày 29 tháng 12 năm 1885, Helena và Emma đặt chân tới Castle Garden. Họ chuyển tới căn nhà ở Rochester của Lena và chồng là Samuel. Để thoát khỏi không khí bài Do Thái đang tăng lên ở Saint Petersburg, những thành viên còn lại của gia đình cũng di cư sang một năm sau. Goldman bắt đầu làm thợ khâu, khâu áo khoác hơn 10 tiếng đồng hồ mỗi ngày với tiền công rẻ mạt 2 đô la rưỡi một tuần. Sau khi đòi tăng lương và bị từ chối; bà bỏ việc và làm việc ở một cửa hàng nhỏ hơn gần đó.
Trong công việc mới, Goldman gặp một bạn cùng làm tên là Jacob Kershner, người chia sẻ với bà tình yêu sách vở, khiêu vũ, du lịch, cũng như cảm giác bức bối với công việc đơn điệu ở xưởng. Sau 4 tháng quen nhau, họ kết hôn vào tháng 2 năm 1887. Từ khi Jacob chuyển về sống với gia đình Goldman, mối quan hệ giữa họ bắt đầu trục trặc. Vào đêm tân hôn bà nhận ra ông chồng bị bất lực; họ trở nên xa cách cả về thể xác lẫn tinh thần. Chẳng mấy chốc chồng bà bắt đầu trở nên ghen tuông và ngờ vực. Trong lúc đó, Goldman trở nên ngày càng quan tâm sâu hơn vào những biến động chính trị xung quanh-đặc biệt là vụ đụng độ đẫm máu năm 1886 ở Haymarket và triết học chính trị chống độc tài của chủ nghĩa vô chính phủ. Gần một năm sau khi kết hôn họ ly dị; chồng bà cầu xin bà quay lại và đe dọa sẽ uống thuốc độc nếu bà không chịu. Họ tái hợp, nhưng chỉ ba tháng sau bà bỏ đi một lần nữa. Cha mẹ bà xem hành vi của bà là "bừa bãi" và cấm Goldman đặt chân vào nhà. Một tay mang chiếc máy khâu, tay kia mang một túi đồ trong có 5 đô la, bà rời Rochester và đi tới thành phố New York.

### Hoạt động trước 1917

#### Most và Berkman

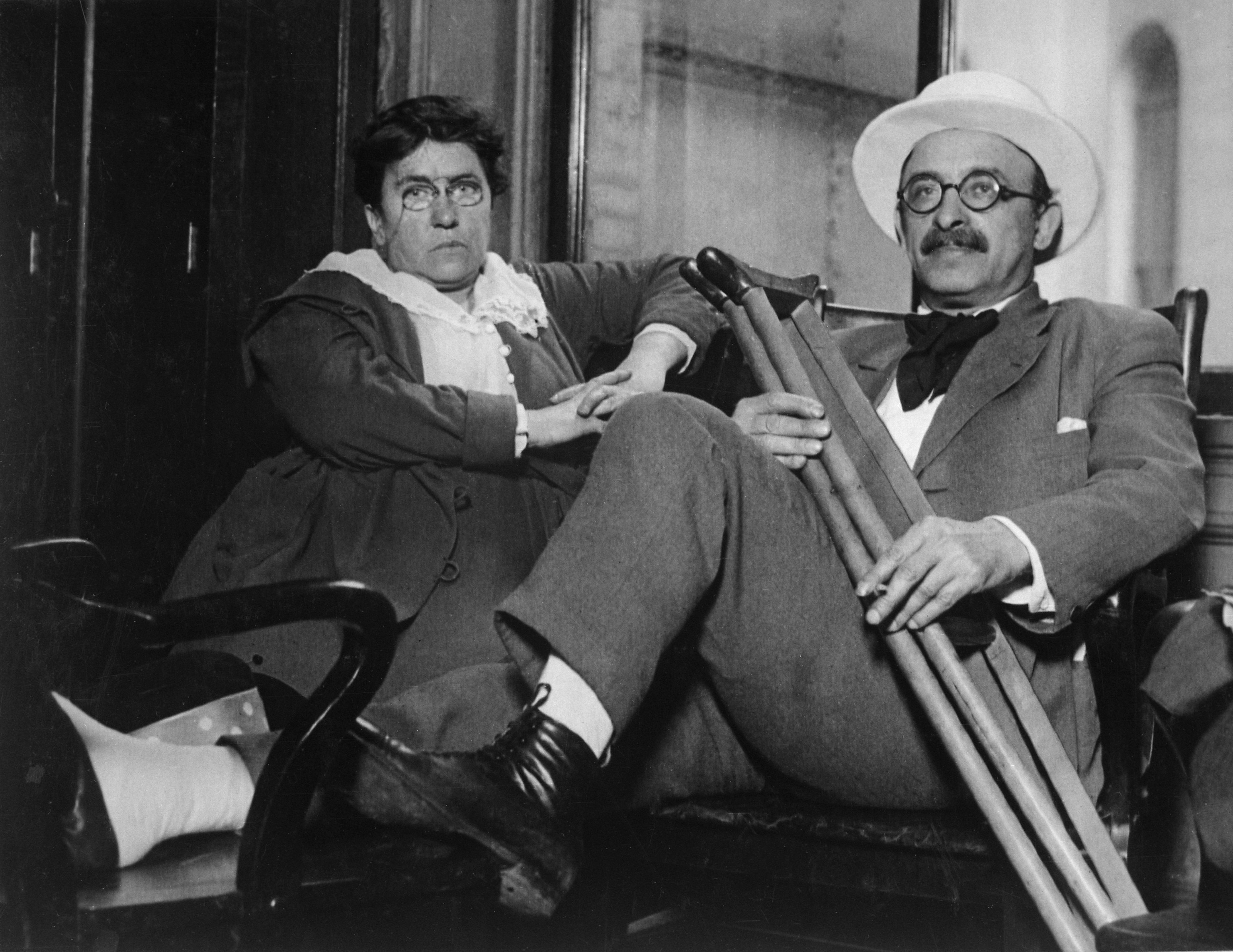
Goldman có một mối quan hệ kéo dài nhiều thập kỉ với người yêu Alexander Berkman. Ảnh chụp khoảng 1917–1919.

Vào ngày đầu tiên ở thành phố, Goldman gặp hai người đàn ông sẽ thay đổi đời bà mãi mãi. Ở quán cà phê Sachs, một nơi tụ tập của những người cấp tiến, bà được giới thiệu với Alexander Berkman, một người vô chính phủ mời bà tới một buổi diễn thuyết công khai tối hôm đó. Họ cùng nhau tới nghe Johann Most, biên tập của một ấn phẩm cấp tiến mang tên Freiheit và là một người cổ vũ cho tuyên truyền bằng hành động-tức sử dụng bạo lực gây tiếng vang để khích động thay đổi. Bà ấn tượng với sự hùng biện sôi nổi của ông này, và sau đó Most tiếp nhận bà, huấn luyện cho bà cách nói chuyện trước công chúng. Ông nhiệt tình khuyến khích bà, nói rằng bà phải "thay thế chỗ của tôi một khi tôi không còn nữa". Trong một trong những bài nói chuyện công khai đầu tiên để phục vụ "Lý tưởng" của bà là ở Rochester. Sau khi thuyết phục Helena đừng kể với bố mẹ về bài phát biểu của mình, Goldman cảm thấy trong óc mình trống rỗng khi bước lên sân khấu. Đột nhiên, theo như bà thuật lại,
thứ gì đó lạ lùng xảy ra. Trong một chớp mắt tôi thấy nó-mọi sự kiện xảy ra với tôi trong 3 năm ở Rochester: xưởng Garson, công việc cực nhọc và những sự nhục nhã ở đó, sự đổ vỡ hôn nhân, tội ác ở Chicago... Tôi bắt đầu nói. Những lời tôi chưa từng nghe mình lẩm nhẩm trước đây chợt tuôn ra, mỗi lúc một nhanh. Chúng đến với cường độ đầy nhiệt thành... Khán giả đã tan biến mất, tôi chỉ còn nhận ra lời của chính mình, ca khúc xuất thần của mình.

Bị cảm nghiệm đó làm mê hoặc, bà điều chỉnh cá tính trước đám đông của mình trong những lần xuất hiện sau. Nhưng chẳng mấy chốc bà thấy mình tranh luận với Most về sự độc lập của mình. Sau một bài diễn thuyết quan trọng ở Cleverland, bà cảm thấy như thể mình đã trở thành "một con vẹt nhại lại những quan điểm của Most" và quyết định thể hiện bản thân trên diễn đàn. Khi bà trở về New York, Most tức phát điên và nói với bà: "Kẻ nào không theo ta tức là chống lại ta!" Bà rời nhóm Freiheit và gia nhập một nhóm xuất bản khác, Die Autonomie.
Trong khi đó, bà bắt đầu tình bạn với Berkman, người mà bà ân cần gọi là Sasha. Ít lâu sau họ trở thành tình nhân và chuyển tới một căn nhà tập thể với em họ Berkman là Modest "Fedya" Stein và bạn Goldman, Helen Minkin, ở miền nông thôn Woodstock, Illinois. Mặc dù quan hệ của họ trải qua nhiều trục trặc, Goldman và Berkman vẫn chia sẻ một mối gắn kết gần chặt trong hàng thập kỷ, thống nhất với nhau trong nguyên lý vô chính phủ và tôn trọng bình đẳng cá nhân.
Năm 1892, Goldman tham gia cùng Berkman và Modest Stein mở một cửa hàng kem ở Worcester, Massachusetts. Nhưng chỉ sau vài tháng điều hành cửa hàng, họ đã xa rời việc kinh doanh vì bận rộn can dự vào cuộc bãi công Homestead.

#### Kế hoạch Homestead
Tháng 6 năm 1892, một nhà máy thép ở Homestead, Pennsylvania thuộc sở hữu của Andrew Carnegie trở thành tâm điểm chú ý của toàn quốc khi cuộc thương thảo giữa Công ty Thép Carnegie và Hiệp hội Hợp nhất Công nhân Sắt và Thép đổ vỡ. Người quản lý nhà máy là Henry Clay Frick, một đối thủ hung tợn của công đoàn. Khi vòng thương lượng cuối cùng thất bại vào tháng 6, giới chủ đóng nhà máy và khóa công nhân ở ngoài, biểu tình nổ ra ngay sau đó. Những người phá rối biểu tình lập tức được đưa tới, đồng thời công ty thuê bảo vệ từ công ty thám tử Pinkerton. Ngày 6 tháng 7, một trận đụng độ nổ ra giữa ba trăm bảo vệ Pinkerton và một đám đông công nhân được trang bị vũ khí. Trong trận đánh nhau có nổ súng kéo dài 12 giờ, 7 bảo vệ và 9 công nhân bị giết.

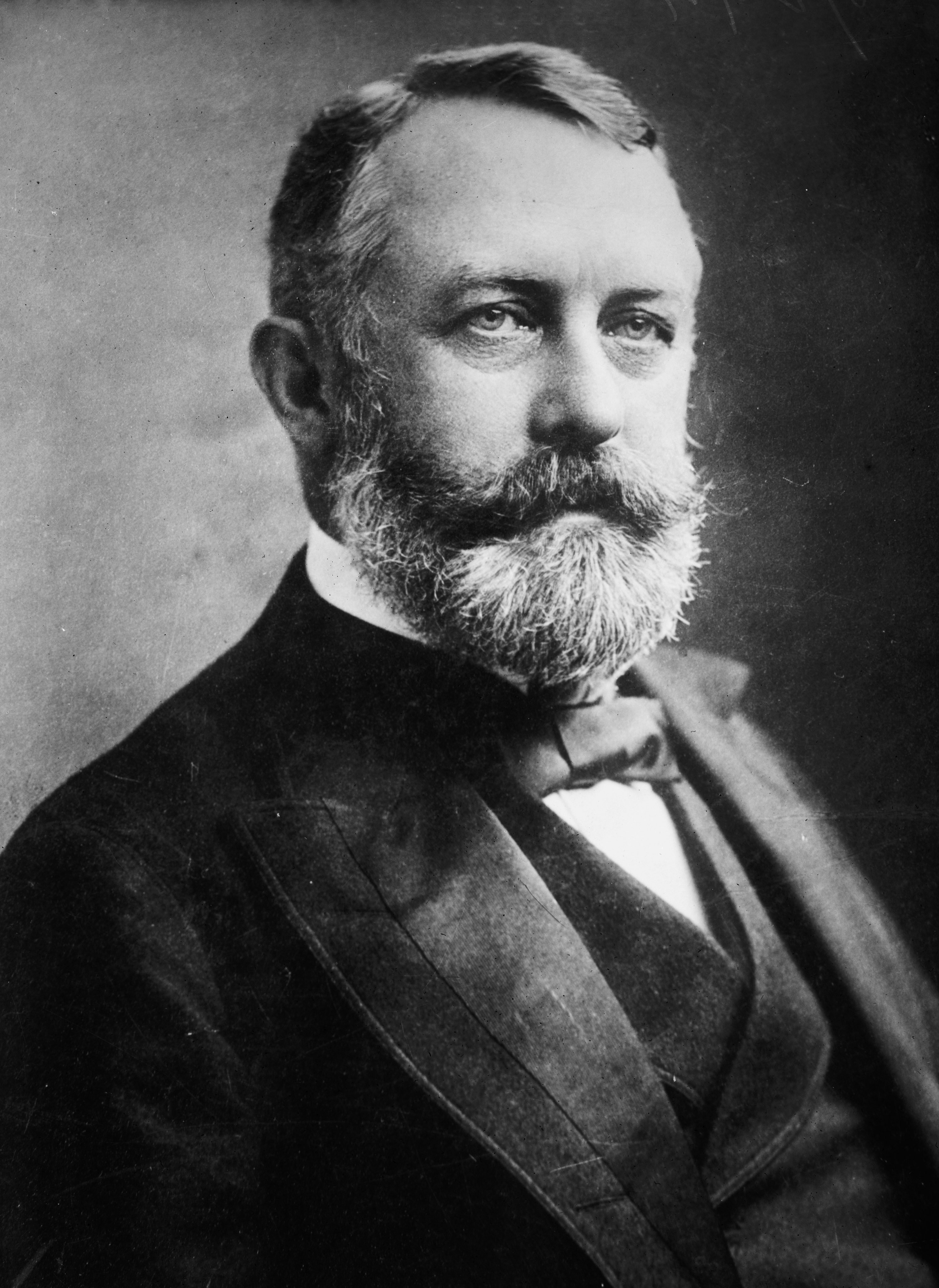
Goldman và Berkman tin rằng một cuộc ám sát trả đũa người quản lý thuộc Công ty Thép Carnegie Henry Clay Frick (trong hình) sẽ "giáng sự hoảng sợ lên linh hồn của đám chủ" và "đem những lời giảng của Chủ nghĩa vô chính phủ ra thế giới".

Khi đa số những tờ báo quốc gia tỏ ra ủng hộ những người biểu tình, Goldman và Berkman quyết định ám sát Frick, một hành động mà họ tin rằng sẽ khuyến khích những người công nhân nổi dậy chống lại hệ thống tư bản chủ nghĩa. Berkman chọn tự mình tiến hành vụ ám sát, và ra lệnh cho Goldman không dính líu để giải thích động cơ của ông một khi ông phải vào tù. Berkman thử tạo một quả bom nhưng bất thành, bèn tới Pittsburgh để mua một khẩu súng và một bộ quần áo lịch sự. Goldman, trong khi đó, quyết định làm gái điếm để kiếm tiền cho kế hoạch. Nhớ lại nhân vật Sonya trong tiểu thuyết Tội ác và Sự trừng phạt (1866) của Fyodor Dostoevsky, bà suy ngẫm: "Cô ta đã trở thành gái điểm để chu cấp cho các em trai và em gái; tại sao tôi lại không?" Một lần đang tìm khách ở trên phố, bà thu hút sự chú ý của một người đàn ông. Ông này đưa bà vào một phòng khách, mang cho bà một cốc bia, đưa cho bà 10 đô la, và nói với bà rằng bà không "có khiếu" cho nghề này, nên chấm dứt đi thì hơn. Bà "quá choáng váng bởi lời nói đó". Bà sau đó viết cho Helena, nói dối rằng bị ốm nặng và hỏi xin 15 đô la.
Ngày 23 tháng 7, Berkman tìm cách đến được văn phòng Frick với một khẩu súng ngắn trong người và bắn Frick ba lần, sau đó đâm vào chân ông này. Một nhóm công nhân-thay vì hưởng ứng hành động của ông-đánh Berkman bất tỉnh, và sau đó cảnh sát mang ông đi. Frick không chết, Berkman bị buộc âm mưu giết người và bị tuyên án 22 năm tù giam; sự vắng mặt của ông làm cho cuộc sống Goldman trở nên rất khó khăn. Tin rằng Goldman liên quan tới âm mưu, cảnh sát lục soát căn hộ của bà và khi không tìm thấy bằng chứng nào gây sức ép buộc chủ nhà đuổi bà đi. Tệ hơn nữa, hành động ám sát đã không khuấy động được quần chúng: cả công nhân và những người vô chính phủ lên án hành động của Berkman. Johann Most, người trước đây dẫn dắt họ, chỉ trích Berkman và hành động ám sát. Bực tức vì những sự công kích, Goldman mang một roi ngựa đồ chơi tới một bài giảng công khai và đòi Most, ngay trên bục phát biểu, giải thích sự phản bội đó. Ông này đuổi bà, bà bèn dùng cây roi đánh ông, sau đó bẻ gẫy roi và ném các đoạn roi về phía ông. Sau này bà lấy làm hối tiếc vì hành động đó, nói riêng với một người bạn: "Ở tuổi hai mươi ba, con người ta không có lý trí."

#### "Kích động bạo loạn"
Khi cuộc khủng hoảng kinh tế bùng phát một năm sau đó (1893), Hoa Kỳ trải qua một trong những thời kỳ tồi tệ nhất trong lịch sử. Tới cuối năm, tỉ lệ thất nghiệp cao hơn 20%, và các cuộc biểu tình tuyệt thực đôi khi biến thành những cuộc bạo luạn. Goldman bắt đầu hùng biện trước những đám đông đàn ông và phụ nữ đang thất vọng ở New York. Ngày 21 tháng 8, bà nói trước một đám đông gần 3 nghìn người ở Quảng trường Thống nhất ở New York, nơi bà khuyến khích những công nhân mất việc có hành động tức khắc. Chính xác bà nói những lời gì thì không rõ, nhưng theo mật thám bà kêu gọi đám đông "đoạt lấy mọi thứ... bằng vũ lực", trong khi Goldman về sau nhắc lại khẩu hiệu này: "Vậy thì, hãy biểu tình trước những dinh thự của kẻ giàu có, đòi hỏi việc làm. Nếu họ không cho bạn việc làm, hãy đòi bánh mì. Nếu họ từ chối cả hai, hãy giành lấy bánh mì." Sau này ở phiên tòa, thám tử-trung sĩ Charles Jacobs đưa ra một phiên khác của bài diễn văn của bà.

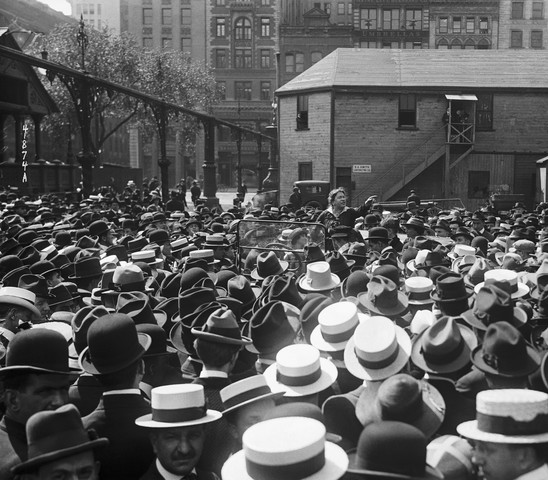
Goldman (tại Quảng trường Thống nhất, New York năm 1916) kêu gọi những công nhân thất nghiệp có hành động trực tiếp thay vì trông đợi vào sự ban ơn của trợ cấp chính phủ.

Một tuần sau bà bị bắt giữ ở Philadelphia và đưa về thành phố New York để xử với cáo buộc "kích động bạo loạn". Trên chuyến tàu về thành phố, thám tử Jacobs đề nghị sẽ bỏ cáo buộc nếu bà chịu cung cấp thông tin về những người cấp tiến khác trong khu vực. Bà đáp lại bằng cách ném một cốc nước đá vào mặt ông này. Trong khi chờ đợi phiên tòa, bà được Nellie Bly, một phóng viên của tờ New York World tiếp xúc. Họ nói chuyện hai tiếng, và sau đó Bly viết một bài viết tích cực về người phụ nữ mà bà mô tả là một "Jeanne d'Arc thời hiện đại".
Bất chấp sự truyền bá tích cực này, bồi thẩm đoàn tin vào lời làm chứng của Jacob và e ngại hoạt động chính trị của Goldman. Trợ lý Công tố quận chất vấn Goldman về chủ nghĩa vô chính phủ cũng như chủ nghĩa vô thần của bà; thẩm phán gọi bà là "một người đàn bà nguy hiểm". Bà bị tuyên một năm ở trại lao cải trên đảo Blackwell. Trong thời gian đó có lần bà bị chứng thấp khớp hành hạ và phải vào điều trị ở bệnh xá; tại đây bà làm quen tới một bác sĩ thăm bệnh và bắt đầu tự học ngành y. Bà cũng đọc một loạt sách, bao gồm các tác phẩm của các nhà văn-nhà hoạt động Ralph Waldo Emerson và Henry David Thoreau; nhà văn Nathaniel Hawthorne; nhà thơ Walt Whitman, và triết gia John Stuart Mill. Khi bà được thả sau 10 tháng, một đám đông gần 3 ngàn người chào đón bà ở Rạp hát Thalia ở New York. Bà sớm bị chìm ngập trong những lời mời phỏng vấn và giảng thuyết.
Để kiếm tiền, Goldman quyết định theo đuổi ngành y mà bà nghiên cứu trong tù. Tuy nhiên, những lĩnh vực chuyên môn mà bà ưa thích-khoa sản và massage-lại không có trong trường y ở Mỹ. Do đó, bà đi tới châu Âu, thuyết giảng ở London, Glasgow và Edinburgh. Bà gặp gỡ nhiều người vô chính phủ nổi tiếng như Enrico Malatesta, Louise Michel, và Peter Kropotkin. Ở Vienna, bà nhận được hai văn bằng và lập tức quay về Hoa Kỳ. Chuyển qua lại giữa giảng thuyết và làm nghề đỡ đẻ, bà thực hiện chuyến thuyết giảng dọc khắp đất nước đầu tiên của một diễn giả vô chính phủ. Tháng 11 năm 1899 bà trở lại châu Âu, nơi bà gặp người vô chính phủ Hippolyte Havel, người cùng bà tới Pháp và họ giúp tổ chức nên Đại hội Những người vô chính phủ Quốc tế ở ngoại ô Paris.

#### Ám sát McKinley

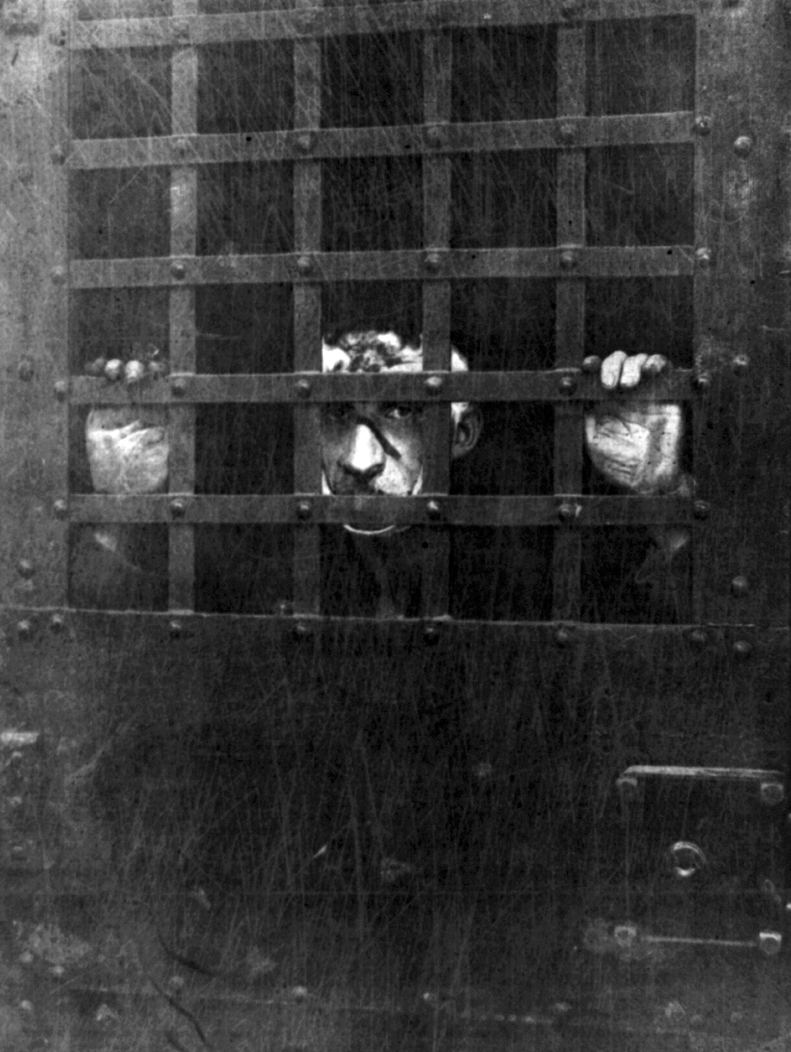
Leon Czolgosz (hình) khẳng định rằng Goldman đã không dẫn dắt kế hoạch ám sát Tổng thống Hoa Kỳ William McKinley, nhưng bà vẫn bị bắt và giam trong hai tuần.

Ngày 6 tháng 9 năm 1901, Leon Czolgosz, một công nhân thất nghiệp, đảng viên Cộng hòa có tiền sử bệnh tâm thần, bắn Tổng thống Hoa Kỳ William McKinley hai lần trong một sự kiện diễn thuyết công khai tại Buffalo, New York. McKinley bị trúng đạn vào xương ức và dạ dày, và qua đời 8 ngày sau đó. Czolgosz bị bắt và tra khảo cả ngày lẫn đêm. Trong buổi tra khảo ông ta khẳng định mình là một người vô chính phủ và rằng ông lấy cảm hứng hành động nhờ tham dự một buổi diễn thuyết của Goldman. Chính quyền sử dụng lời khai này làm cơ sở cáo buộc Goldman âm mưu ám sát McKinley. Họ lần ra bà ở một nơi cư trú tại Chicago nơi bà sống với Havel, cùng với Mary và Abe Isaak, một cặp đôi có tư tưởng vô chính phủ. Goldman bị bắt giữ cùng với Isaak, Havel, và một chục người vô chính phủ khác nữa.

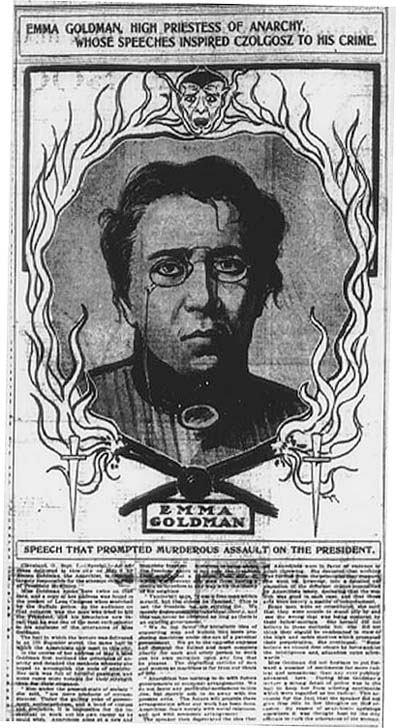
Tuyên truyền trên tờ Chicago Daily Tribune, ngày 8 tháng 9 năm 1901, cáo buộc Emma Goldman đã truyền cảm hứng cho Leon Czolgosz ám sát Tổng thống William McKinley.

Trước đó, Czolgosz đã tìm cách kết bạn với Goldman và nhóm của bà nhưng không thành. Trong một buổi nói chuyện tại Cleveland, Czolgosz đã tiếp cận Goldman để hỏi lời khuyên nên đọc sách nào. Tháng 7 năm 1901, ông này xuất hiện tại nhà Isaak, hỏi một loạt những câu hỏi bất thường. Họ cho rằng ông này là một kẻ định xâm nhập tổ chức, giống như một số mật vụ của cảnh sát được gửi tới do thám các nhóm cấp tiến. Do đó họ giữ khoảng cách với ông này, và Abe Isaak gửi một thông báo tới những người khác trong nhóm cảnh báo "lại có một tên gián điệp nữa".
Mặc dù Czolgosz liên tục chối bỏ rằng Goldman có liên quan, cảnh sát đã giam bà cẩn mật, và bà tuyên bố rằng bà đã bị cái mà tiếng lóng gọi là "độ ba" (tiếng Anh: third degree, để chỉ tra tấn). Bà đã giải thích rõ mối ngờ vực của nhóm với Czolgosz, và rằng bà không có bất kỳ mối liên hệ đáng kể nào với ông này. Không tìm được bất kỳ bằng chứng nào liên hệ Goldman với vụ tấn công, cảnh sát buộc phải thả bà sau hai tuần giam giữ. Trước khi McKinley chết, Goldman từng đề nghị được chăm sóc ông, xem ông "đơn thuần chỉ là một con người". Czolgosz, mặc dù có bằng chứng đáng kể về bệnh tâm thần, bị kết tội sát nhân và bị xử tử.
Trong suốt thời kỳ giam giữ và sau khi được thả, Goldman kiên quyết từ chối lên án hành động của Czolgosz, và hầu như là người duy nhất giữ quan điểm này. Bạn bè và những người ủng hộ bà-bao gồm Berkman-kêu gọi bà từ bỏ quan điểm. Nhưng Goldman bênh vực Czolgosz như một "con người quá nhạy cảm" và lên án những người vô chính phủ khác vì bỏ rơi ông ta. Bà bị báo chí chỉ trích kịch liệt, gọi bà là "nữ tu trưởng của đảng vô chính phủ", trong khi nhiều tờ báo tuyên bố phong trào vô chính phủ chịu trách nhiệm về vụ ám sát. Trước những sự kiện này, chủ nghĩa xã hội bắt đầu thu nhận được sự ủng hộ từ những phần tử cấp tiến Mỹ từ bỏ chủ nghĩa vô chính phủ. Người kế nhiệm McKinley, Theodore Roosevelt, tuyên bố ý định trừng trị thẳng tay "không chỉ những kẻ vô chính phủ, bà tất cả những kẻ tích cực hay thụ động có cảm tình với những kẻ vô chính phủ".

#### Mother Earthvà tha bổng Berkman

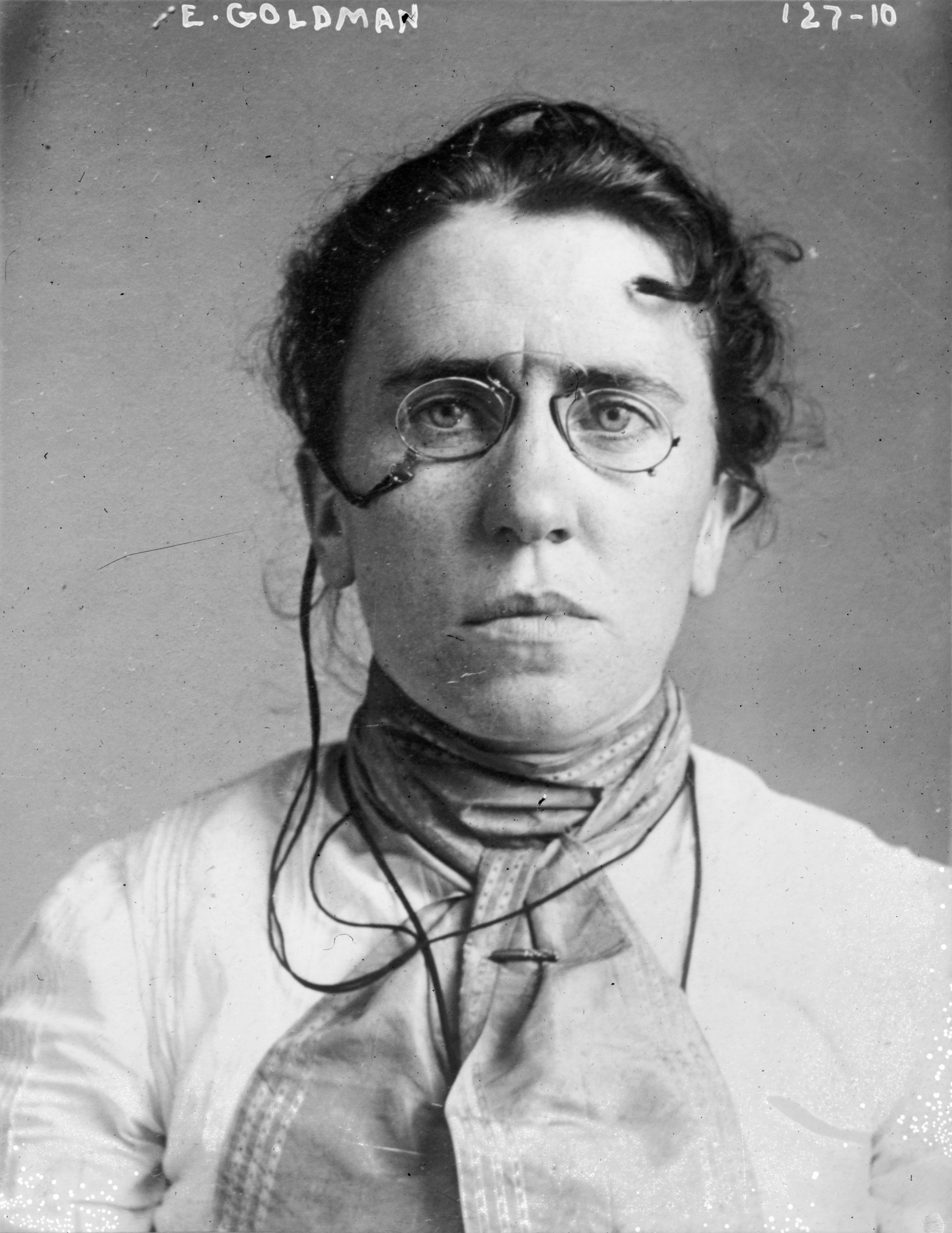
Ảnh căn cước chụp năm 1901 khi Goldman bị tình nghi tham gia vào vụ ám sát McKinley.

Sau khi Czolgosz bị xử tử, Goldman rút lui khỏi thế giới hoạt động. Bị những người đồng chí hướng khinh bỉ, bị báo chí bôi nhọ, và người yêu vẫn ở trong tù, bà biến mất khỏi đời sống công cộng, sống bằng nghề điều dưỡng với tên giả E. G. Smith. "Thật là chua chát và khó khăn để đối diện một cuộc đời hoàn toàn mới," sau này bà viết lại. Tuy nhiên khi Quốc hội Mỹ thông qua Đạo luật Ngăn chặn Vô chính phủ, một làn sóng hoạt động mới nổi lên để phản đối, đem Goldman quay lại với phong trào. Một liên hiệp các cá nhân và tổ chức cánh tả phản đối luật trên cơ sở rằng nó vi phạm tự do ngôn luận, và tiếng nói của bà được toàn quốc chú ý một lần nữa.
Khi một người vô chính phủ tên là John Turner bị bắt chiểu theo luật và bị đe dọa trục xuất, Goldman tham gia vào Liên minh Tự do Ngôn luận để bảo vệ ông này. Liên minh kêu gọi sự giúp đỡ của Clarence Darrow và Edgar Lee Masters, những người đưa vụ Turner Tòa án Tối cao Hoa Kỳ. Mặc dù họ thua kiện, Goldman xem đây là một thắng lợi về mặt tuyên truyền. Bà đã trở lại phong trào, nhưng nó cũng gây tác động tiêu cực lên bà. Bà viết cho Berkman, "Tôi chưa bao giờ cảm thấy nặng trĩu đến thế này. Tôi sợ rằng mình mãi mãi chịu kiếp trở thành một tài sản công cộng và chịu đời mình tàn tạ khi săn sóc cho cuộc sống của những người khác."

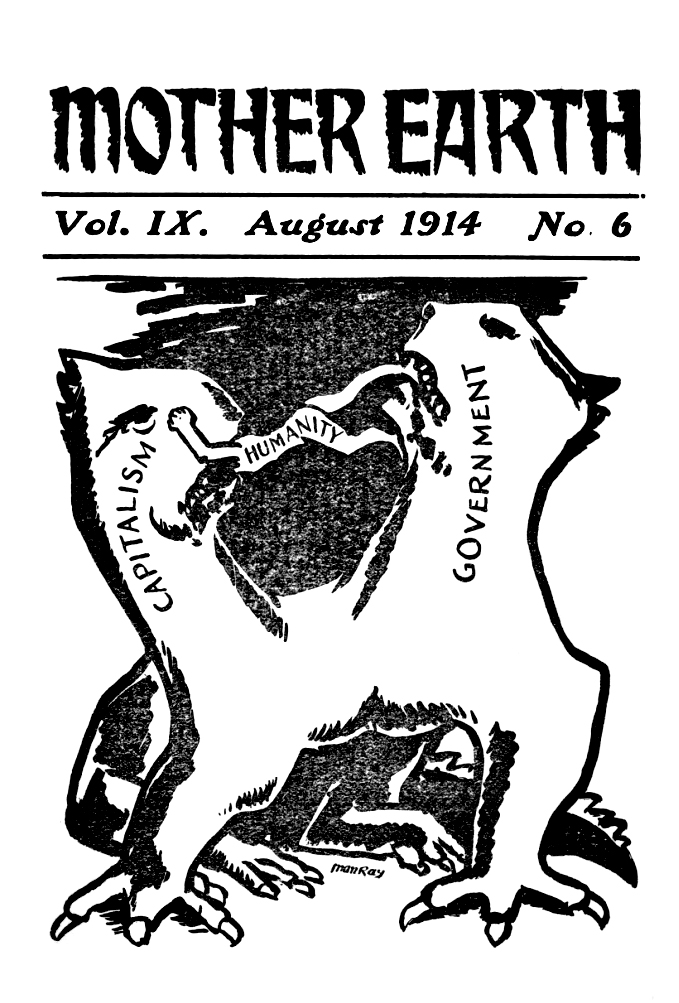
Tạp chí Mẹ Trái Đất của Goldman trở thành ngôi nhà cho những nhà hoạt động cấp tiến và giới văn chương mang tư tưởng tự do khắp Hoa Kỳ.

Năm 1906, Goldman quyết định khởi đầu một ấn phẩm của chính mình, "một nơi để những người trẻ tuổi có lý tưởng trong nghệ thuật và văn chương biểu hiện mình". Tạ chí Mẹ Trái Đất do một nhóm những nhà hoạt động cấp tiến đảm nhiệm, trong đó có Hippolyte Havel, Max Baginski, và Leonard Abbott. Bên cạnh việc xuất bản những tác phẩm bởi nhóm biên tập và những người vô chính phủ khắp thế giới, tạp chí cũng in lại những trích đoạn từ nhiều cây bút khác. Trong số đó có tác phẩm của triết gia Pháp Pierre-Joseph Proudhon, nhà lý thuyết vô chính phủ Nga Peter Kropotkin, triết gia Đức Friedrich Nietzsche, và nhà văn Anh Mary Wollstonecraft. Goldman thường xuyên viết về chủ nghĩa vô chính phủ, chính trị, các vấn đề về lao động, chủ nghĩa vô thần, tính dục, và chủ nghĩa nữ quyền
Ngày 18 tháng 5 năm đó, Berkman được ra tù. Mang theo bó hồng đến đón, bà gặp ông ở sân ga và thấy mình "tràn ngập sợ hãi và thương cảm" khi gặp lại người yêu trong thân hình tàn tạ. Ông chật vật để thích ứng với cuộc sống mới; sau một chuyến đi thuyết trình về phá thai bị thất bại, ông mua một khẩu súng lục ở Cleveland định tự vẫn. Tuy nhiên ông trở lại New York và biết tin Goldman đã bị bắt giữ cùng một nhóm đang họp mặt để thảo luận về Czolgosz. Bất bình trước sự vi phạm quyền tự do hội họp này, ông tích cực vận động thả họ.
Berkman đảm nhiệm Mother Earth năm 1907, khi Goldman du hành diễn thuyết khắp đất nước để gây quỹ duy trì tờ báo. Tuy nhiên quan hệ hai người rạn vỡ dần, và ông có quan hệ với một cô gái cấp tiến 15 tuổi tên là Becky Edelsohn. Goldman đau đớn vì bị ruồng rẫy, nhưng xem đó là hậu quả cuộc sống trong tù của ông. Cuối năm đó bà thuộc đoàn đại diện cho Hoa Kỳ tới dự Đại hội Những người Vô chính phủ Quốc tế Amsterdam. Những người vô chính phủ và đại diện phong trào chủ nghĩa công đoàn khắp thế giới họp mặt tại đây để giải quyết các căng thẳng do khác biệt giữa hai ý thức hệ, nhưng không đạt được thỏa thuận mang tính quyết định nào. Goldman trở lại Hoa Kỳ và tiếp tục diễn giảng khắp nơi.

#### Reitman, tiểu luận, và kiểm soát sinh sản
Trong 10 năm sau đó, Goldman du hành khắp đất nước không ngừng nghỉ nhằm vận động cho chủ nghĩa vô chính phủ, và bà nhận được sự đánh giá cao rộng rãi từ những người có niềm tin chính trị khác. Khi Bộ Tư pháp Hoa Kỳ cử mật thám tới theo dõi, họ thường báo cáo rằng các buổi hội họp của bà "chật cứng". Nhà văn, nhà báo, nghệ sĩ, thẩm phán, và công nhân từ nhiều khuynh hướng khác nhau nói về "sức hút nam châm", "sự hiện diện đầy thuyết phục", cũng như "sức mạnh, tính hùng biện, và ngọn lửa" của bà.

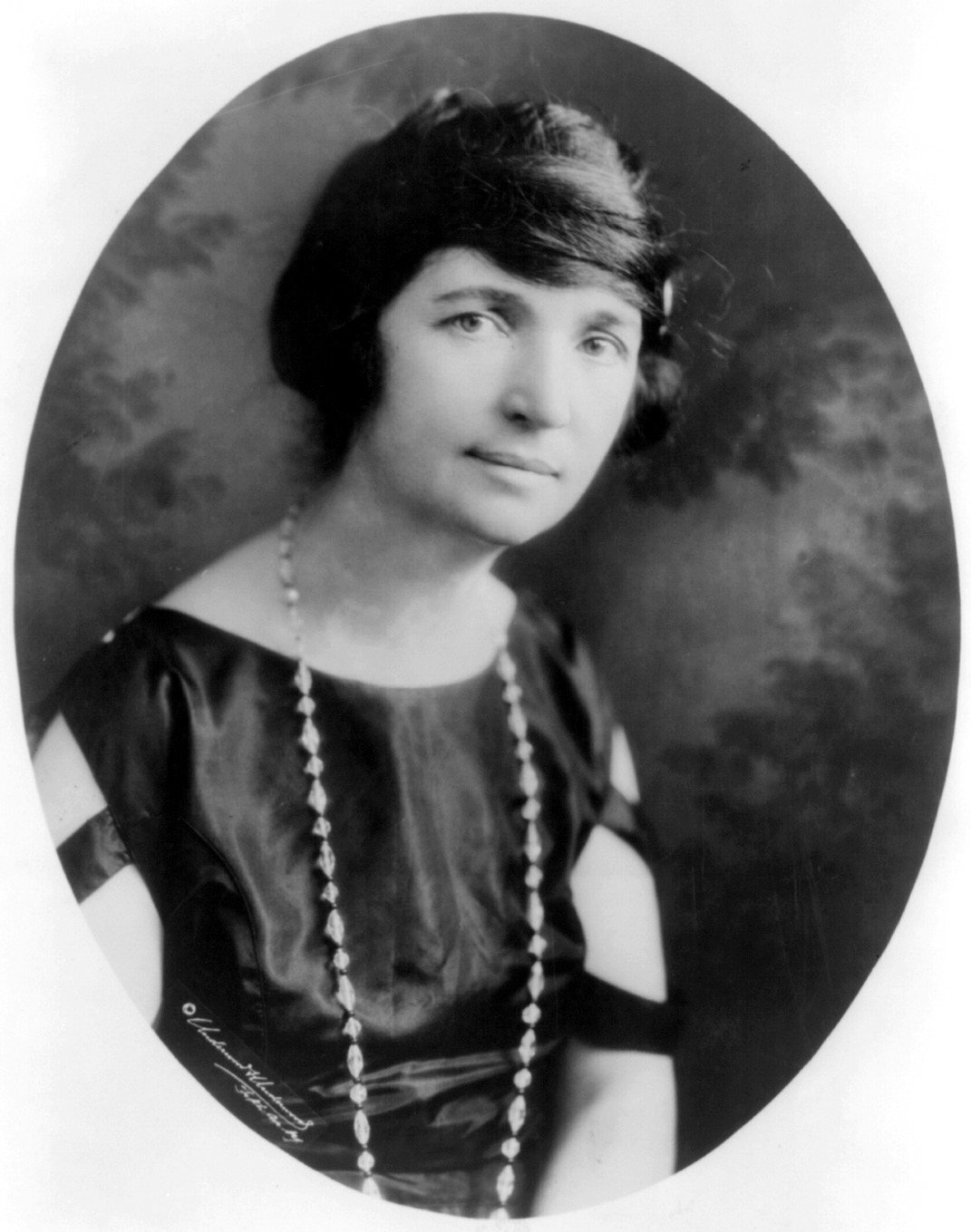
Goldman tham gia Margaret Sanger kêu gọi quyền được tiếp cận các biện pháp kiểm soát sinh sản cho phụ nữ; cả hai người bị bắt giữ vì vi phạm Luật Comstock.

Mùa xuân năm 1908, Goldman gặp và yêu Ben Reitman, người được gọi là "bác sĩ Hobo". Reitman nhận bằng y khoa từ Đại học Illinois và nổi tiếng vì chữa bệnh cho những bệnh nhân nghèo khó, đặc biệt là bệnh hoa liễu. Ông và Goldman bắt đầu có một mối quan hệ tình cảm; họ cùng chia sẻ niềm tin vào tự do luyến ái nhưng Reitman có nhiều tình nhân còn Goldman thì không. Bà tìm cách hòa giải những cảm giác ghen tuông với niềm tin vào tự do của con tim nhưng thấy khó khăn.
Hai năm sau, Goldman bắt đầu cảm thấy thất vọng với việc giảng thuyết cho đám đông. Bà khát khao "đến được với số ít những người thực sự muốn học hỏi, thay vì số đông những kẻ đến để dược giải khuây." Do đó bà thu thập một loạt những bài diễn thuyết và các bài viết trên Mother Earth và xuất bản thành một cuốn sách có tên Anarchism and Other Essays (Chủ nghĩa Vô chính phủ và Những tiểu luận khác). Trong cuốn sách bao phủ nhiều chủ đề khác nhau, Goldman tìm cách thể hiện "cuộc đấu tranh tinh thần và ý chí trong vòng hai mươi mốt năm". Cùng với một cái nhìn bao quát về chủ nghĩa vô chính phủ và những sự phê bình nó, cuốn sách có cả những luận văn về chủ nghĩa ái quốc, quyền bầu cử cho phụ nữ, hôn nhân, và nhà tù.
Khi Margaret Sanger, một người cổ vũ cho phụ nữ được quyền tiếp cận các biện pháp tránh thai, đặt ra thuật ngữ "birth control" (kiểm soát sinh sản) và phổ biến thông tin về biện pháp tránh thai trong ấn bản tháng 6 năm 1914 của tạp chí The Woman Rebel mà bà chủ trì, bà nhận được sự ủng hộ nhiệt liệt từ Goldman, người vẫn tích cực ủng hộ việc kiểm soát sinh để từ vài năm trước. Năm 1916, Goldman bị bắt giữ vì giảng thuyết về sử dụng thuốc tránh thai trước công chúng. Sanger cũng bị bắt chiểu theo Luật Comstock vốn cần phổ biến "những thông tin tục tĩu, dâm dật"-bao gồm những thông tin về kiểm soát sinh đẻ. Goldman và Reitman truyền phát tiểu luận của Sanger Family Limitation (cùng với một tiểu luận tương tự của Reitman). Năm 1915 Goldman tiến hành một chuyến du thuyết toàn quốc để tăng cường nhận thức công chúng về những lựa chọn tránh thai. Mặc dù thái độ của người dân về chủ đề này dần tự do hóa, Goldman vẫn bị bắt ngày 11 tháng 2 năm 1916, khi chuẩn bị một bài giảng nữa, và bị cáo buộc vi phạm luật Comstock. Từ chối trả 100 đô la tiền phạt, Goldman chịu sống hai tuần trong trại cải tạo, mà bà xem là một "cơ hội" để kết nối lại với những người bị xã hội chối bỏ.

### Phản chiến (1917-1920)

#### Thế chiến Thứ nhất
Mặc dù tranh cử với cam kết giữ nước Mỹ ở ngoài vòng chiến sự, sau khi tái đắc cử vào năm 1916 Tổng thống Woodrow Wilson quyết định rằng việc nước Đức triển khai chiến tranh tàu ngầm không hạn chế tạo đủ lý do cho Hoa Kỳ bước vào Chiến tranh thế giới thứ nhất. Ít lâu sau đó, Quốc hội thông qua Đạo luật Nghĩa vụ chọn lọc năm 1917, bắt buộc tất cả đàn ông tuổi từ 21 tới 30 dăng ký nhập ngũ. Goldman xem quyết định này là một bước đi thể hiện sự hiếu chiến quân phiệt, thúc đẩy bởi chủ nghĩa tư bản. Bà tuyên bố trong Mẹ Trái Đất dự định sẽ chống cưỡng bách tòng quân, và phản đối sự tham dự của nước Mỹ vào cuộc chiến.

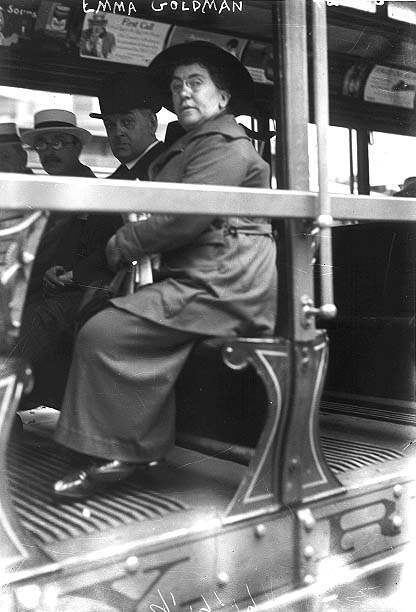
Goldman bị tống giam trong hai sau khi phải đối cưỡng bách tòng quân ở Hoa Kỳ trong Chiến tranh thế giới thứ nhất.

Vì mục đích đó, bà và Berkman tổ chức lên Liên minh Không đăng lính của New York với tuyên ngôn: "Chúng tôi phản đối cưỡng bức quân dịch bởi chúng tôi là những người theo chủ nghĩa hữu ái quốc tế, chống quân phiệt, và chống mọi loại chiến tranh do những chính quyền tư bản gây ra." Nhóm này trở thành tiên phong cho phong trào chống đăng lính, và các chi hội bắt đầu xuất hiện ở các thành phố khác. Nhưng khi cảnh sát bắt đầu bố ráp những sự kiện công khai của nhóm để tìm những thanh niên trốn lính, Goldman và những người khác buộc phải chuyển trọng tâm nỗ lực sang phân phát những tiểu luận và các tác phẩm khác. Giữa không khí hừng hực ái quốc của quốc gia, nhiều thành phần của cánh tả từ chối ủng hộ những nỗ lực của Liên minh. Đảng Hòa bình Phụ nữ, chẳng hạn, ngừng chống lại chiến tranh từ khi Hoa Kỳ bắt đầu tham gia. Đảng Xã hội chủ nghĩa Mỹ về mặt chính thức giữ lập trường chống lại sự tham gia của Hoa Kỳ, nhưng trên thực tế ủng hộ Wilson trong hầu hết các hoạt động cụ thể.
Ngày 15 tháng 6 năm 1917, Goldman và Berkman bị bắt giữ trong một cuộc vây bắt ở văn phòng của họ, tịch thu "đầy một xe những ghi chép và văn bản tuyên truyền vô chính phủ". Tờ The New York Times tường thuật rằng Goldman đòi thay đồ sang trang phục phù hợp hơn, và xuất hiện với một chiếc váy "màu tím hoàng gia". Cặp đôi bị cáo buộc âm mưu "dụ dỗ nhiều người không đăng lính"" theo Luật Tình báo mới được ban hành, và đòi tiền bảo lãnh 25 nghìn đô la. Bào chữa cho bản thân và Berkman trong phiên xử họ, Goldman viện dẫn Tu chính án Hiến pháp thứ nhất, đặt câu hỏi làm thế nào chính phủ có thể tuyên bố đấu tranh cho dân chủ hải ngoại trong khi đàn áp tự do ngôn luận ở quê hương:

Chúng tôi nói rằng nếu nước Mỹ đã bước vào chiến tranh để làm thế giới an toàn hơn cho dân chủ, nó trước hết phải làm cho dân chủ an toàn ở Mỹ. Thế giới làm sao mà tin rằng nước Mỹ nghiêm túc đây, khi nền dân chủ ở quê hương hàng ngày bị xúc phạm, tự do ngôn luận bị đàn áp, tụ họp hòa bình bị phá vỡ bởi những kẻ găng-xtơ hống hách và tàn bạo mặc đồng phục công quyền; khi tự do ngôn luận bị cắt xén và mọi ý kiến độc lập bị bịt họng? Quả thật, ở trong một nền dân chủ tồi tệ như thế, làm sao chúng ta có thể đem lại nó [dân chủ] cho thế giới?

Tuy nhiên, bồi thẩm đoàn vẫn cho là Goldman và Berkman có tội. Thẩm phán Julius Marshuetz Mayer tuyên mức án tối đa: hai năm tù giam, 10 nghìn đô la tiền phạt cho mỗi người, cộng với khả năng bị trục xuất sau khi hết hạn tù. Khi bị chuyển tới Trại lao cải Bang Missouri (nay là Trại cải tạo Thành phố Jefferson), Goldman viết cho một người bạn: "Hai năm tù cho một người vì đã giữ một lập trường không thỏa hiệp cho lý tưởng của người đó. Cái giá đó thật nhỏ nhoi."
Ở tù, một lần nữa bà lại được chỉ định làm công việc thợ may, dưới sự theo dõi của một "thằng nhãi đầu đường xó chợ 21 tuổi đáng thương được trả tiền để thu sản phẩm". Ở đây bà gặp nhà xã hội chủ nghĩa Kate Richards O'Hare, người cũng mới bị tống giam theo Luật Tình báo trước đó ít lâu. Mặc dù họ khác nhau về chiến lược chính trị-Kate O'Hare tin vào việc bỏ phiếu để đạt được quyền lực nhà nước-hai người phụ nữ hiệp lực với nhau để đấu tranh đòi điều kiện tốt hơn cho tù nhân. Goldman cũng gặp và kết bạn với Gabriella Segata Antolini, một người vô chính phủ đi theo phái Luigi Galleani. Antolini bị bắt giữ khi đang vận chuyển một cặp da nhồi thuốc nổ trên một chuyến tàu tới Chicago. Cùng đấu tranh cho quyền lợi tù nhân, ba người phụ nữ này được mệnh danh "Trinity" (Chúa Ba ngôi). Goldman được thả ngày 27 tháng 9 năm 1919.

#### Trục xuất

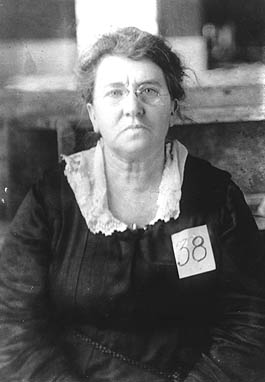
Ảnh lưu hồ sơ trục xuất, năm 1919

Goldman và Berkman được thả khỏi tù giữa lúc nỗi lo ngại của công chúng về những hoạt động thân Đức thời chiến biến thành một sợ lan tỏa khắp nơi về chủ nghĩa Bolshevik và viễn cảnh một cuộc cách mạng cấp tiến cận kề. Tổng chưởng lý Alexander Mitchell Palmer và J. Edgar Hoover, lãnh đạo Sở Tình báo thuộc Bộ Tư pháp Hoa Kỳ chủ định dùng Luật Ngăn chặn Vô chính phủ và văn bản mở rộng phạm vi của luật này năm 1918 để trục xuất bất kỳ người nào không phải công dân mà họ xem là người ủng hộ vô chính phủ hay cách mạng. "Emma Goldman và Alexander Berkman," Hoover viết khi họ còn trong tù, "không nghi ngờ gì, là hai trong số những kẻ vô chính phủ nguy hiểm nhất trên đất nước này và để chúng trở lại cộng đồng sẽ dẫn đến những tổn hại không đáng có."
Vào buổi điều trần liên quan đến trục xuất ngày 27 tháng 10, Goldman từ chối trả lời những câu hỏi về niềm tin của bà dựa trên lập luận rằng quyền công dân Hoa Kỳ của bà vô hiệu bất kỳ nỗ lực nào nhằm trục xuất bà dựa trên Luật Ngăn chặn Vô chính phủ. Thay vào đó bà trình bày một văn bản viết: "Hôm nay những người bị gọi là ngoại dân bị trục xuất. Ngày mai sẽ đến lượt những người Mỹ bản địa. Vài nhà ái quốc đã đang gợi ý rằng những đứa con Mỹ bản địa, những người đối với họ dân chủ là một lý tưởng thiêng liêng phải bị trục xuất rồi đó sao." Louis Post thuộc Bộ Lao động, cơ quan có thẩm quyền tối hậu về những quyết định trục xuất, quyết định rằng sự thu hồi quốc tịch Hoa Kỳ của chồng bà vào năm 1908 đương nhiên vô hiệu hóa quốc tịch của bà. Ban đầu bà định đưa vụ việc ra tòa, nhưng cuối cùng quyết định thôi kháng cáo.
Bộ Lao động cho Goldman và Berkman vào danh sách 249 ngoại dân bị trục xuất đồng thời, trong số họ hầu hết là những người chỉ có những mối liên hệ mơ hồ với những nhóm cấp tiến bị bắt trong cuộc vây bố của chính phủ tháng 11. Buford, một con tàu được báo chí đặt tên là "Soviet Ark," khởi hành từ một quân cảng New York ngày 21 tháng 12., với một đội lính áp tải trang bị đầy đủ. Phần lớn ủng hộ sự kiện này một cách nhiệt liệt. Tờ Plain Dealer ở Cleveland viết: "Hi vọng và trông đợi rằng những con thuyền khác, lớn hơn, rộng rãi, đem theo những "mặt hàng" tương tự, sẽ theo sau chuyến này." Tàu cập bến ở Hanko, Phần Lan ngày 17 tháng 1 năm 1920. Từ đó, chính quyền sở tại phất cờ tạm đình chiến để đưa những người bị trục xuất tới biên giới Nga (khi đó Nga và Phần Lan đang đụng độ tranh chấp biên giới).

### Du hành (1920-1940)

#### Nga

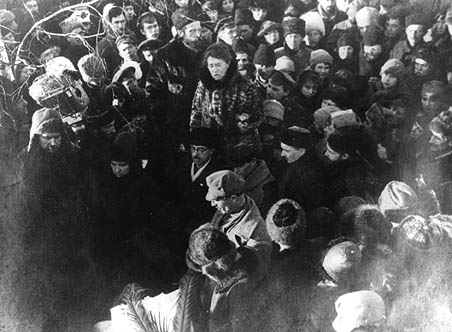
Here, Emma Goldman đọc điếu văn tại lễ đưa tang Peter Kropotkin. Đứng phía trước Goldman là Alexander Berkman. Đám tang Kropotkin là lần biểu dương lực lượng lớn cuối cùng của những người vô chính phỏ ở Moskva-hàng chục nghìn người đổ về các con phố để bày tỏ lòng kính trọng với người quá cố.

Ban đầu Goldman có cái nhìn tích cực về cách mạng Bolshevik. Bà viết trên Mother Earth rằng bất chấp sự phụ thuộc vào chính quyền cộng sản, nó vẫn đại diện "những nguyên lý cơ bản nhất, vươn xa và bao trùm nhất về tự do con người và phúc lợi kinh tế". 
 Nhưng khi đến gần châu Âu, bà bắt đầu bộc lộ nỗi sợ về những điều sắp tới. Bà lo lắng về Nội chiến Nga đang diễn ra và khả năng bị bắt bởi những lực lượng chống Bolshevik. Nhà nước Nga, dù là chống tư bản, cũng là một mối đe dọa. "Ta chưa bao giờ trong cả đời mình có thể làm việc trong những khuôn khổ của Nhà nước", bà viết cho cháu gái, "dù là nhà nước Bolshevik hay là gì đi nữa"."

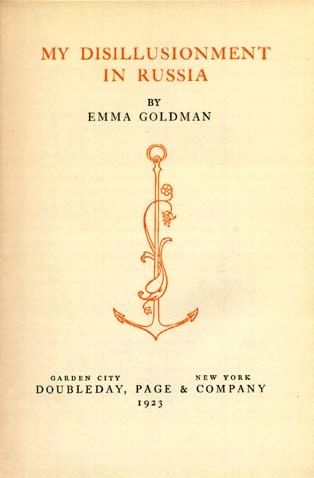
Những trải nghiệm của Goldman khi sống ở nước Nga Soviet dẫn đến cuốn sách năm 1923 của bà, My Disillusionment in Russia.

Bà nhanh chóng khám phá ra những lo ngại của mình là có thật. Ít ngày sau khi trở lại Petrograd (Saint Peterburg), bà bị sốc khi nghe một viên chức đảng gọi tự do ngôn luận là "sự mê tín tư sản". Khi bà và Berkman du hành khắp đất nước, họ nhìn thấy đàn áp, sai lầm trong quản lý, và tham nhũng thay vì bình đẳng và quyền làm chủ của công nhân mà họ từng mơ tới. Những người chất vấn chính phủ bị dán nhãn là phản cách mạng, và những người công nhân lao động dưới những điều kiện khắc nghiệt. Họ gặp Vladimir Lenin, người đảm bảo rằng sự đàn áp của chính phủ với tự do ngôn luận là chính đáng, nói với họ: "Không thể nào có tự do ngôn luận trong một thời kỳ cách mạng." Berkman sẵn sàng tha thứ hơn cho những hành động của chính phủ nhân danh "sự cần thiết lịch sử", nhưng cuối cùng ông cũng tham gia với Goldman trong việc phản đối chính quyền nhà nước Soviet.
Tháng 3 năm 1921, bãi công bùng nổ ở Petrograd khi công nhân đổ ra phố đòi tăng khẩu phần và quyền tự trị cho công đoàn. Goldman và Berkman cảm thấy có trách nhiệm ủng hộ những người bãi công, khẳng định: "Giữ im lặng lúc này là không thể, thậm chí là có tội." Cuộc nổi dậy lan ra thành phố cảng Krondstadt, nơi thủy thủ và binh lính khởi nghĩa để ủng hộ công nhân. Trong cuộc chiến sau đó, gần một nghìn người khởi nghĩa bị giết và hai nghìn người khác bị bắt giam. Trước những sự kiện này, Goldman và Berkman quyết định rằng không có tương lai nào dành cho họ ở mảnh đất này. Bà viết, "chúng tôi ngày càng đi tới kết luận rằng chúng tôi không thể làm được gì ở đây. Và vì chúng tôi không thể nào kéo dài một cuộc đời ngồi không thêm nữa, chúng tôi quyết định ra đi."
Tháng 12 năm 1921, bà rời Nga và đi tới Riga, thủ đô Latvia. Lãnh sự Hoa Kỳ ở thành phố này đánh điện cho các viên chức ở Washington DC, và chính phủ Hoa Kỳ bắt đầu theo dõi hoạt động của cặp đôi thông qua các kênh ngoại giao. Sau một chuyến đi ngắn tới Stockholm, họ chuyển tới sống ở Berlin vài năm; trong thời gian này bà đồng ý viết một loạt bài báo về thời gian ở Nga cho tờ New York World của Joseph Pulitzer. Về sau chúng được thu thập và ấn bản thành các cuốn My Disillusionment in Russia (1923) (tạm dịch: Sự vỡ mộng của tôi ở Nga) và My Further Disillusionment in Russia (1924) (tạm dịch: Tiếp tục vỡ mộng ở Nga). Tựa đề của những cuốn sách này là do nhà xuất bản tự ý thêm vào để tăng sức hút đối với độc giả, Goldman phản đối nhưng không thay đổi được.

#### Anh, Canada, và Pháp
Goldman cảm thấy khó thích nghi với cộng đồng cánh tả ở Đức. Những người cộng sản coi thường sự chỉ trích gay gắt của bà đối với sự đàn áp của Nga Soviet; những người tự do thì chế nhạo chủ nghĩa cấp tiến của bà. Trong khi Berkman ở lại Berlin để giúp đỡ những người Nga lưu đày, bà chuyển tới London vào tháng 9 năm 1924. Khi đến nơi, nhà văn Rebecca West tổ chức một bữa tiệc chào đón bà, có sự tham dự của triết gia Bertrand Russell, nhà văn H. G. Wells, và hơn hai trăm người khác. Khi trong bài đáp từ bà bày tỏ sự bất mãn với chính phủ Nga Soviet, toàn bộ khán giả bị sốc. Một số người bỏ đi; số khác lên án là bà đã chỉ trích thí nghiệm về chủ nghĩa cộng sản quá vội vã. Sau này, trong một lá thư, Russell từ chối ủng hộ bà trong nỗ lực thay đổi hệ thống ở Liên Xô và chế nhạo chủ nghĩa lý tưởng vô chính phủ của bà.

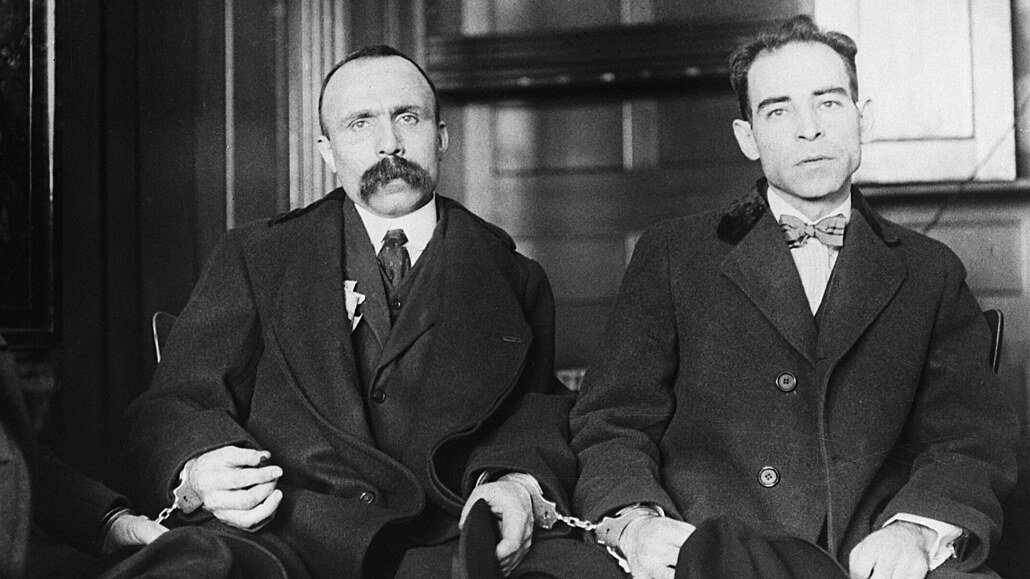
Vụ xử tử những người vô chính phủ Ý Nicola Sacco (phải) và Bartolomeo Vanzetti năm 1927 gây phiền muộn cho Goldman, khi đó đang sống cô độc ở Canada.

Năm 1925, viễn cảnh trục xuất khỏi Anh lại hiện ra, nhưng một người vô chính phủ Scotland tên là James Colton đề nghị cưới bà để cho bà có quyền công dân Anh. Mặc dù họ chỉ quen biết sơ qua, bà chấp nhận sự giúp đỡ đó và họ cưới nhau ngày 27 tháng 6 năm 1925. Nhờ quyền công dân Anh mà bà được yên ổn hơn, và hơn nữa được phép du hành tới Pháp và Canada. Đời sống ở London cũng đầy áp lực với bà, như trong thư bà kể cho Berkman: "Tôi mệt phát điên và hết sức cô đơn và sầu khổ. Thật là một cảm giác chán ngắt khi phải quay lại nơi này sau những buổi thuyết giảng và tìm không thấy một linh hồn gần gũi, chẳng ai thèm quan tâm liệu người khác sống hay chết." Bà tiếp tục nghiên cứu về phân tích sân khấu, mở rộng tác phẩm mà bà công bố năm 1914, "Ý nghĩa xã hội của kịch hiện đại". Nhưng khán giả rất "tồi tệ" và bà không bao giờ hoàn thành được cuốn sách thứ hai về chủ đề này.
Bà chuyển tới sống ở Canada năm 1927, vừa đến nơi thì nhận được tin hai người vô chính phủ Nicola Sacco và Bartolomeo Vanzetti đang chờ nhận án tử hình ở Boston. Giận dữ vì nhiều sự bất minh trong quá trình xử án, bà xem nó như một sự chế nhạo công lý ở Hoa Kỳ. Bà mong mỏi tham dự những buổi biểu tình ở Boston; ký ức về vụ thảm sát Haymarket chiếm ngự bà, càng sâu đậm thêm bởi sự cô lập của bà. Bà viết, "khi đó tôi từng có đời mình trước mặt để theo đuổi lý tưởng vì những người đã ngã xuống. Nay tôi chẳng còn gì."
Năm 1928, bà bắt đầu viết tiểu sử, với sự hỗ trợ của một nhóm những người hâm mộ, bao gồm nhà báo H. L. Mencken, nhà thơ Edna St. Vincent Millay, nhà văn Theodore Dreiser và nhà sưu tầm nghệ thuật Peggy Guggenheim, những người gây quỹ được 4000 đô la cho bà. Bà mua được một ngôi nhà nhỏ ở thành phố biến Saint-Tropez ở Pháp và dành hai năm để viết lại cuộc đời mình. Berkman thường có những phản hồi đầy tính phê phán về bản thảo, mà về sau bà tiếp thu, nhưng với cái giá là quan hệ của họ trở nên căng thẳng. Goldman dự định cuốn sách Living My Life sẽ gói gọn trong một tập với giá mà tầng lớp lao động có thể đủ tiền mua (bà mong giá rẻ hơn 5 đô la); nhưng nhà xuất bản Alfred A. Knopf lại chọn in thành bộ hai tập với giá tổng cộng 7,5 đô la. Goldman tức phát điên, nhưng không làm sao thay đổi được. Một phần lớn do Đại khủng hoảng nên sách bán không chạy mặc dù các thư viện khắp nước Mỹ đều đặt mua. Đánh giá của giới phê bình về cuốn hồi ký rất tích cực; The New York Times, The New Yorker, và Saturday Review of Literature đều xếp nó vào danh sách một trong những sách hàng đầu của năm ở mảng phi hư cấu.
Năm 1933, Goldman nhận được giấy phép đến thuyết giảng ở Hoa Kỳ dưới điều kiện bà chỉ được nói về kịch và cuốn sách tiểu sử-chứ không phải là những sự kiện chính trị đương thời. Bà trở lại New York ngày 2 tháng 2 năm 1934 với báo chí đưa tin nhìn chung là tích cực-trừ những ấn phẩm liên hệ với cộng sản. Chẳng mấy chốc bà bị những người hâm mộ và thân hữu bao quanh, dồn dập những lời mời phỏng vấn và diễn thuyết. Visa của bà hết hạn vào tháng 5, bà quay lại Toronto để xin được tái nhập cảnh một lần nữa, nhưng bị từ chối. Bà đành ở lại Canada, và viết bài gửi cho báo chí Mỹ.
Tháng 2 và tháng 3 năm 1936, Berkman trải qua hai cuộc giải phẫu tuyến tiền liệt. Ông trải qua thời gian hồi phục ở Nice với sự chăm sóc của Emmy Eckstein. Ông bỏ lỡ sinh nhật lần 60 của Goldman ở Saint-Tropez vào tháng 6. Bà viết đầy buồn bã, nhưng ông không đọc được thư của bà; bà nhận một cuộc gọi vào giữa đêm báo rằng Berkman đang trong tình trạng trầm cảm nặng. Bà khởi hành tới Nice ngay lập tức nhưng sáng hôm sau khi bà tới nơi, ông đã dùng súng lục tự tử và rơi vào tình trạng liệt gần như hôn mê. Ông mất cuối ngày hôm đó.

#### Nội chiến Tây Ban Nha
Tháng 7 năm 1936, Nội chiến Tây Ban Nha bùng nổ sau một nỗ lực đảo chính của một bộ phận trong Quân đội Tây Ban Nha chống lại chính phủ Đệ nhị Cộng hòa Tây Ban Nha. Cùng lúc đó, những người vô chính phủ Tây Ban Nha, chiến đấu chống lại lực lượng phe Quốc gia, phát động một cuộc cách mạng vô chính phủ. Goldman được mời tới Barcelona và ngay lập tức, như lời bà viết cho cháu gái, "nỗi đau đè nặng trên trái tim ta kể từ cái chết của Sasha biến mất như thể có phép màu". Bà được các tổ chức nghiệp đoàn ở Catalonia Confederación Nacional del Trabajo-Liên hiệp Lao động Quốc gia (CNT) và Federación Anarquista Ibérica-Liên đoàn Những người vô chính phủ Iberia (FAI) chào đón, và lần đầu tiên trong đời được sống ở một cộng đồng xây dựng nên và điều hành bởi những người vô chính phủ, tuân theo những nguyên tắc vô chính phủ thực sự. "Trong suốt đời mình", sau này bà viết lại, "tôi chưa bao giờ tiếp nhận sự hiếu khách nồng ấm, tình đồng chí và tinh thần đoàn kết như vậy." Sau khi du thuyết qua một loạt những hợp tác xã trong tỉnh Huesca, bà nói với một nhóm công nhân: "Cuộc cách mạng của các bạn sẽ phá hủy vĩnh viên [quan niệm] rằng chủ nghĩa vô chính phủ đồng nghĩa với hỗn loạn." Bà bắt đầu phụ trách biên tập Tập san Thông tin CNT-FAI và trả lời các thư tín bằng tiếng Anh gửi tới đây.

Goldman biên tập tập san tiếng Anh cho các tổ chức nghiệp đoàn vô chính phủ Confederación Nacional del Trabajo (CNT) và Federación Anarquista Ibérica (FAI) trong Nội chiến Tây Ban Nha.

Goldman bắt đầu lo lắng cho tương lai của chủ nghĩa vô chính phủ Tây Ban Nha khi CNT-FAI tham gia chính phủ liên minh năm 1937-trái với nguyên tắc vô chính phủ cốt lõi là tránh tham gia vào các thể chế nhà nước-và, đáng lo ngại hơn, liên tục nhượng bộ các lực lượng cộng sản dưới danh nghĩa thống nhất chống lại phát xít. Bà viết rằng sự hợp tác với những người Cộng sản ở Tây Ban Nha là "một sự chối bỏ những đồng chí của chúng ta đang bị đọa đày trong những trại tập trung của Stalin". Trong khi đó, Liên Xô lại từ chối gửi vũ khí tới cho các lực lượng vô chính phủ và những chiến dịch tấn công truyền thông nhắm vào họ diễn ra khắp châu Âu và Hoa Kỳ. Niềm tin của Goldman đối với phong trào tuy thế vẫn không bị lung lay, bà quay lại London với tư cách đại diện chính thức của CNT-FAI.
Thông qua các bài thuyết giảng và phỏng vấn không ngừng nghỉ, Goldman nhiệt liệt ủng hộ những người nghiệp đoàn-vô chính phủ Tây Ban Nha. Bà đều đặn viết cho Spain and the World-một tờ báo ra hai tuần một số tập trung vào cuộc nội chiến. Tháng 5 năm 1937, các lực lượng cộng sản tấn công các cứ điểm vô chính phủ và thủ tiêu các hợp tác xã nông nghiệp. Báo chí ở Anh và những nơi khác chấp nhận cách tường thuật sự kiện mà Đệ nhị Cộng hòa đưa ra mà không có chút nghi vấn hay kiểm chứng. Nhà văn, nhà báo Anh George Orwell có mặt tại thời điểm cuộc thanh trừng, viết: "Những tường thuật về những cuộc bạo động ở Barcelona tháng 5... đánh bại mọi thứ tôi từng thấy về mức độ dối trá."
Goldman trở lại Tây Ban Nha tháng 9, nhưng CNT-FAI bấy giờ trong tình trạng hỗn loạn mà bà mô tả là "như trong một ngôi nhà cháy". Tệ hơn nữa, những người vô chính phủ và cấp tiến khác trên khắp thế giới từ chối giúp đỡ họ. Các lực lượng Quốc gia tuyên bố chiến thắng ở Tây Ban Nha ngay trước khi bà quay trở lại London. Bức bối với không khí đàn áp ở Anh-mà bà gọi là "phát xít hơn cả bọn phát xít"—bà quay trở lại Canada năm 1939. Tuy nhiên sự đóng góp của bà cho lý tưởng vô chính phủ ở Tây Ban Nha không bị lãng quên. Vào ngày sinh nhật lần thứ 70 của bà (năm 1939), cựu Tổng thư ký CNT-FAI, Mariano Vázquez, gửi một thông điệp cho bà từ Paris, ca ngợi những đóng góp của bà và gọi bà là "người mẹ tinh thần của chúng tôi". Bà xem đó là "lời trân trọng đẹp đẽ nhất mà tôi từng nhận được".

#### Những năm cuối đời

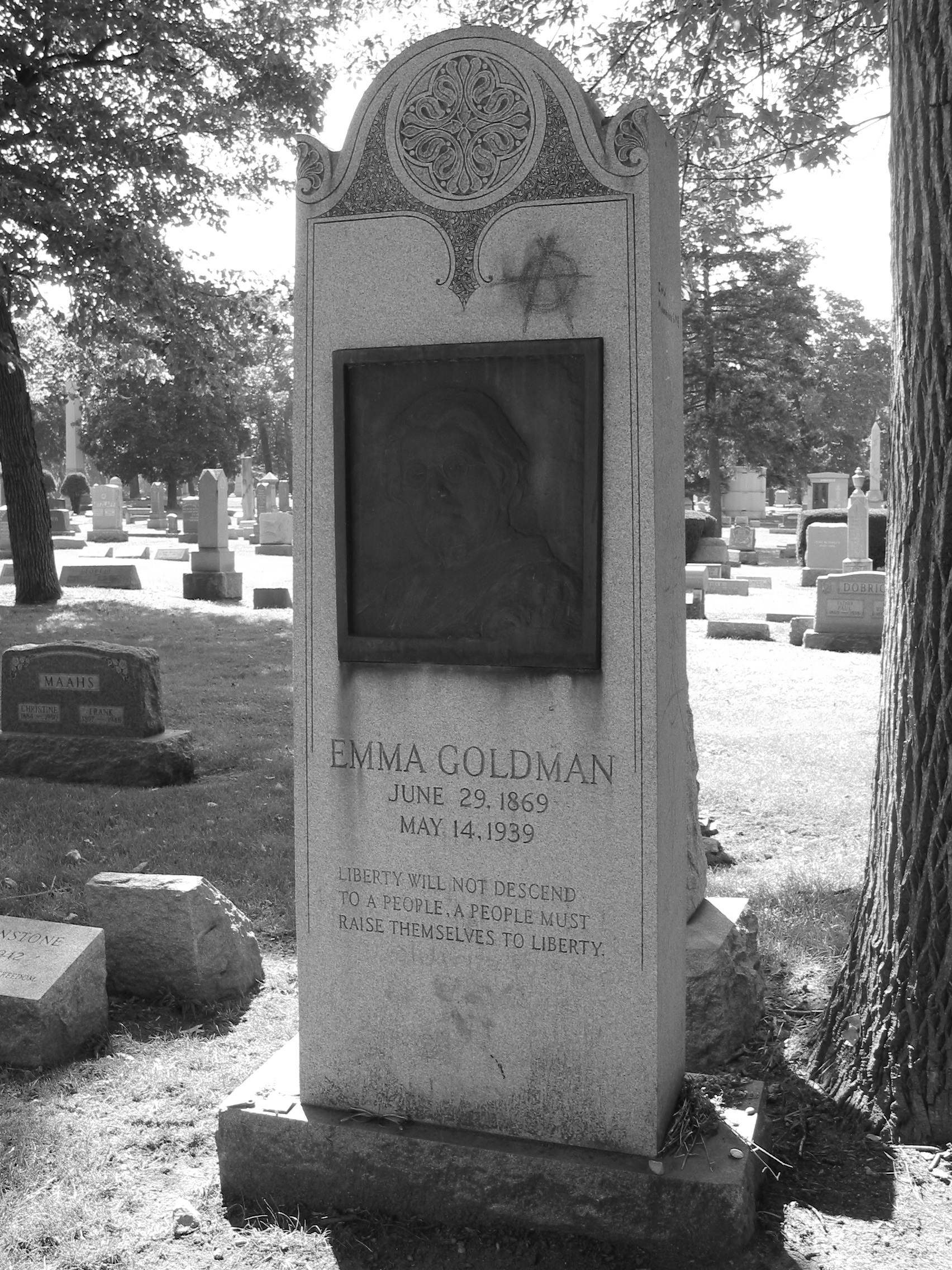
Mộ của Goldman ở nghĩa địa German Waldheim bên cạnh mộ những người vô chính phủ bị xử tử sau Sự kiện Haymarket. Ngày tháng trên bia mộ không chính xác.

Khi những sự kiện báo hiệu Thế chiến Thứ hai diễn ra ở châu Âu, Goldman tái khẳng định sự phản đối những cuộc chiến tranh do các chính phủ gây ra. "Dù tôi ghê tởm Hitler, Mussolini và Franco bao nhiêu", bà viết cho một người bạn, "tôi sẽ không ủng hộ một cuộc chiến chống lại chúng nhân danh những nền dân chủ mà, phân tích tới cùng, chỉ là Phát xít đeo mặt nạ."
 Bà cảm thấy rằng nước Anh và Pháp đã để lỡ cơ hội chống lại phát xít, và cuộc chiến sắp tới chỉ tạo nên "một dạng cơn điên mới trên thế giới". Quan điểm này không được mấy ai ủng hộ được thời, với tin tức những ngược đãi của Hitler đối với cộng đồng Do Thái đang lan khắp.
Ngày 17 tháng 2 năm 1940, Goldman bị đột quỵ. Bà bị liệt nửa người trái, và mặc dù vẫn còn nghe nhưng không thể nói được. Một người bạn của bà viết: "Thử nghĩ mà xem nằm đây là Emma, nhà hùng biện vĩ đại nhất ở Mỹ, mà không thể thốt lên một lời." Ba tháng sau đó tình trạng của bà được cải thiện ít nhiều, có thể đón khách và có lần chỉ vào cuốn số liên lạc để cung cấp cho một người bạn những mối liên hệ cần thiết cho người này đi tới Mexico. Đến ngày 8 tháng 5 bà lại bị một cơn đột quỵ nữa, và ngày 14 tháng 5 Emma Goldman mất ở Toronto, hưởng thọ 70.
Sở Di dân và Nhập tịch Hoa Kỳ cho phép đưa thi hài bà về Mỹ. Bà được an táng tại Nghĩa trang German Waldheim (nay là Nghĩa trang Forest Home) ở Forest Park, ngoại ô phía tây Chicago, bang Illinois, bên cạnh những nấm mộ của những nhà hoạt động xã hội và công đoàn khác trong đó có Ben Reitman và những người bị xử tử sau vụ thảm sát Haymarket. Hình phù điêu trên mộ bà được Jo Davidson thực hiện.

## Triết học

### Chủ nghĩa vô chính phủ
Chủ nghĩa vô chính phủ là trung tâm thế giới quan của Goldman và ngày nay bà được xem là một trong những nhân vật quan trọng nhất trong lịch sử học thuyết vô chính phủ. Trong bài Chủ nghĩa vô chính phủ và Những tiểu luận khác thuộc cuốn sách cùng tên, bà viết:

Chủ nghĩa vô chính phủ, do đó, thực sự đại diện cho sự giải phóng tinh thần con người khỏi sự thống trị của tôn giáo; sự giải phóng thể xác con người khỏi sự thống trị của tài sản; sự giải phóng khỏi những gông xiềng và hạn chế của chính phủ. Chủ nghĩa vô chính phủ đại diện cho một trật tự xã hội dựa trên sự tập hợp tự do của những cá nhân vì mục đích tạo ra sự phồn vinh xã hội thực sự; một trật tự sẽ đảm bảo mọi người tự do tiếp cận với Trái Đất và sự tận hưởng đầy đủ những nhu cầu cuộc sống, dựa theo ham muốn, sở thích và những khuynh hướng cá nhân.

Chủ nghĩa vô chính phủ của Goldman mang đậm tính cá nhân. Bà tin rằng các nhà tư tưởng vô chính phủ cần phải sống đúng với niềm tin của mình, thể hiện nhận thức trong mỗi hành vi và lời nói. "Tôi không quan tâm liệu lý thuyết của một người về ngày mai có đúng không", bà từng viết."Cái tôi quan tâm là liệu tinh thần của anh ta của ngày hôm nay có đúng không." Chủ nghĩa vô chính phủ và hội nhóm tự do là sự đáp trả logic của bà với những hạn chế của sự kiểm soát của chính phủ và của chủ nghĩa tư bản. "Đối với tôi dường như chúng là những lối sống mới," bà viết," và chúng sẽ thay thế những thứ cũ, không phải bằng rao giảng hay bỏ phiếu, mà bằng cách sống theo chúng."
Đồng thời, bà tin rằng phong trào vận động vì tự do con người phải được tiến hành bởi những con người đã được giải phóng. Có một tối khi khiêu vũ bên cạnh những người bạn vô chính phủ, bà bị một người bạn chê trách vì lối cư xử thoải mái. Trong tiểu sử của bà, bà kể lại:

Tôi bảo anh ta rằng anh lo việc của mình đi, tôi phát mệt với việc Lý tưởng không ngừng bị quẳng vào mặt mình. Tôi không tin rằng một Lý tưởng đại diện cho một chính nghĩa cao đẹp, cho chủ nghĩa vô chính phủ, cho sự tự do và giải phóng khỏi những ước lệ và định kiến, phải đòi hỏi sự từ bỏ cuộc sống và niềm vui. Tôi khẳng định rằng Lý tưởng của chúng không đòi hỏi tôi phải sống như một nữ tu và rằng phong trào không nên biến thành một tu viện. Nếu nó quả như vậy [tức biến thành một tu viện-chú thích], thì tôi không muốn có nó. "Tôi muốn tự do, quyền tự do biểu hiện, quyền mọi người được hưởng những điều đẹp đẽ, rực rỡ."

#### Chiến thuật sử dụng bạo lực
Khi còn trẻ, Goldman xem bạo lực có chọn lọc mục tiêu là một trong những biện pháp đấu tranh cách mạng chính đáng. Goldman khi đó tin rằng việc sử dụng bạo lực, cho dù đáng ghê tởm, có thể biện minh được khi xét tới lợi ích cho toàn xã hội mà nó sinh ra. Bà từng cổ vũ cho cái gọi là tuyên truyền bằng chiến công-attentat, hay dùng bạo lực để gây tiếng vang kêu gọi quần chúng nổi dậy. Bà từng ủng hộ Alexander Berkman trong nỗ lực ám sát nhà công nghiệp Henry Clay Prick, và thậm chí cầu xin ông cho bà tham dự. Bà tin rằng những hành động của Frick trong vụ bãi công Homestead đáng lên án và ám sát ông sẽ tạo ra kết quả tích cực đối với tầng lớp lao động. "Vâng", sau này bà viết trong tiểu sử, "mục đích trong trường hợp này biên minh cho phương tiện." Trong khi bà không bao giờ dứt khoát ủng hộ vụ ám sát Tổng thống Hoa Kỳ William McKinley của Leon Czolgosz, bà bảo vệ những lý tưởng của ông này và tin rằng những hành động như của ông là một hệ quả tự nhiên của những thể chế áp bức. Như bà viết trong "Tâm lý học về Bạo lực Chính trị": "những sức mạnh tích tụ trong đời sống xã hội và kinh tế của chúng ta, đạt đến tột đỉnh trong một hành động bạo lực, tương tự như những cơn thịnh nộ của không khí, thể hiện trong bão giông sấm chớp."
Trải nghiệm của bà ở Nga khiến bà phải nhìn nhận lại niềm tin trước đây rằng mục đích cách mạng có thể biện minh cho phương pháp bạo lực. Trong lời bạt cho "Sự vỡ mộng của tôi ở Nga", bà viết: "Không có sai lầm nào lớn hơn là niềm tin rằng những mục đích và mục tiêu là một thứ, trong khi phương pháp và chiến thuật là thứ khác... Phương tiện được sử dụng trở thành, thông qua thói quen cá nhân và thực tiễn xã hội, từng phần rồi từng phần của mục đích cuối cùng..." Trong cùng chương đó, bà khẳng định rằng "Cách mạng thực chất là một quá trình bạo lực," và ghi nhận rằng bạo lực là "bi kịch không thể tránh khỏi của những biến động cách mạng..." Một vài người diễn dịch sai những bình luận của bà về bạo lực Bolshevik như là sự từ chối tất cả các lực lượng đấu tranh bạo lực, nhưng Goldman đã chỉnh lại trong lời tựa ấn bản thứ nhất ở Mỹ của "Sự vỡ mộng của tôi ở Nga":
Với lập luận rằng sự phá hủy và khủng bố là một phần của cách mạng tôi không hề tranh cãi. Tôi biết rằng trong quá khứ mọi sự thay đổi chính trị và xã hội vĩ đại cần đến bạo lực... Chế độ nô lệ da đen có thể vẫn là một thể chế hợp pháp ngày nay ở Hoa Kỳ nếu không có tinh thần đấu tranh của John Browns. Tôi chưa bao giờ chối bỏ rằng bạo lực là không thể tránh khỏi, và bây giờ tôi cũng không nói ngược lại điều đó. Vâng sử dụng bạo lực trong giao chiến, như một biện pháp tự vệ là một chuyện. Biến nó thành một nguyên lý về chủ nghĩa khủng bố, thể chế hóa nó, gán cho nó vị trí quan trong nhất trong đấu tranh xã hội lại là chuyện khác. Những thứ chủ nghĩa khủng bố đó sinh ra phản cách mạng và chính nó trở thành phản cách mạng.
Golman xem sự quân phiệt hóa xã hội Soviet không phải là kết quả của tự thân cuộc kháng chiến vũ trang (chống Bạch vệ và nước ngoài can thiệp), mà là của viễn kiến chủ nghĩa nhà nước tập quyền của những người Bolshevik, viết rằng "một thiểu số không đáng kể kiên quyết tạo nên một Nhà nước tập quyền tất yếu dẫn đến đàn áp và khủng bố."

### Chủ nghĩa tư bản và lao động
Goldman tin rằng hệ thống kinh tế của chủ nghĩa tư bản không thể tương thích với tự do con người. "Yêu cầu duy nhất mà tài sản ghi nhận," bà viết, "là sự khao khát thèm thuồng của chính nó đối với sự giàu sang ngày một lớn lên, bởi vì giàu sang có nghĩa là quyền lực; quyền lực để khuất phục, để đè nén, để bóc lột, quyền lực để nô dịch, để xúc phạm, để băng hoại." Bà cũng lập luận rằng chủ nghĩa tư bản phi nhân bản hóa công nhân, "biến người sản xuất thành một phần tử thuần túy của một cỗ máy, với ít lý trí và khả năng quyết định hơn ông chủ bằng sắt thép của anh ta."
Ban đầu chống lại bất kỳ thứ gì khác ngoài một cuộc cách mạng hoàn toàn, quan điểm của Goldman bị thách thức trong một buổi nói chuyện bởi một công nhân lớn tuổi trong số thính giả. Trong tiểu sử, bà thuật lại:

Ông ấy nói rằng ông hiểu sự thiếu kiên nhẫn của tôi với những yêu cầu nhỏ nhoi như thể giảm vài giờ làm mỗi ngày, thêm vài đô la mỗi tuần... Nhưng những người ở tuổi ông phải làm gì? Họ chắc không sống nổi để nhìn thấy sự lật đổ chung cục hệ thống tư bản chủ nghĩa. Phải chăng họ cũng phải nhịn luôn sự giải phóng có lẽ hai giờ một ngày khỏi công việc mà họ căm ghét? Đó là tất cả những điều mà họ hi vọng có thể thành hiện thực trong đời mình.

Goldman nhận ra rằng những nỗ lực nhỏ hơn để cải thiện đời sống người lao động như tăng lương, giảm giờ làm có thể là một phần của một cuộc cách mạng xã hội.

### Nhà nước
Goldman xem nhà nước về cơ bản và không thể tránh khỏi là một công cụ để kiếm soát và thống trị. Do đó, Goldman tin rằng bỏ phiếu khá nhất thì là vô dụng và tệ nhất có thể là nguy hiểm. Bầu cử, bà viết, cung cấp một ảo tượng về sự tham gia trong khi che giấu cấu trúc thực sự của việc ra quyết định chính trị. Thay vào đó, Goldman cổ vũ cho phản kháng dưới dạng bãi công, biểu tình, và "hành động trực tiếp nhắm vào thẩm quyền xâm phạm của lề thói luân lý của chúng ta". Bà duy trì thái độ chống bầu cử ngay cả khi những người nghiệp đoàn-vô chính phủ trong những năm 1930 ở Tây Ban Nha bỏ phiếu cho một nền cộng hòa tự do. Goldman viết rằng bất kỳ quyền lực nào mà những người vô chính phủ nắm được như một khối cử tri nên thay vào đó dùng vào việc bãi công khắp cả nước. Bà bất đồng với phong trào đòi quyền phổ thông đầu phiếu cho phụ nữ. Trong tiểu luận "Quyền bầu cử cho Phụ nữ", bà chế nhạo ý tưởng rằng sự tham gia của phụ nữ sẽ truyền cho nhà nước dân chủ một định hướng công bằng hơn: "cứ như thể phụ nữ không bán lá phiếu của họ, cứ như thể các chính trị gia phụ nữ không thể bị mua chuộc!" Bà đồng tình với quan điểm của những người ủng hộ phổ thông đầu phiếu rằng phụ nữ bình đẳng với đàn ông, nhưng không đồng ý rằng chỉ riêng sự tham gia của họ sẽ khiến cho nhà nước công chính hơn. "Do đó, để giả định rằng người phụ nữ sẽ thành công trong việc thanh tẩy một thứ miễn dịch với sự thanh tẩy, là gán cho cô ta những quyền năng siêu nhiên."
Goldman cũng là một người kịch liệt chỉ trích hệ thống nhà tù, lên án cả cách đối xử với tù nhân lẫn căn nguyên xã hội của tội phạm. Goldman xem tội phạm là một sự sản phẩm tự nhiên của một hệ thống kinh tế bất công, bà trong tiểu luận "Nhà tù: Một Tội ác và Thất bại của Xã hội", bà trích những đoạn dài từ Fyodor Dostoevsky và Oscar Wilde về nhà tù, và viết thêm:
Năm này qua năm khác cánh cổng địa ngục lao tù trả lại thể giới một đám người héo mòn, biến dạng, mất nghị lực, sụp đổ, với dấu ấn Cain trên trán họ, niềm hy vọng tiêu tan, tất cả những khuynh hướng tự nhiên của họ nguội lạnh. Không có gì ngoài đói nghèo và sự vô nhân bản đón chào họ, những nạn nhân này sớm lại sa vào con đường tội phạm như là khả năng tồn tại duy nhất.
Goldman cũng là một người phản đối chiến tranh nhiệt thành, tin rằng chiến tranh do các nhà nước gây ra nhân danh cho những nhà tư bản. Bà đặc biệt chống lại việc cưỡng bách tòng quân, xem nó là một trong những dạng áp bức tồi tệ nhất của nhà nước, và là một trong những người sáng lập nên Liên minh Không đăng lính-nguyên nhân khiến cho bà bị bắt giữ (1917), tống giam và trục xuất (1919).
Goldman thường xuyên bị theo dõi và bắt giam vì những diễn văn và hoạt động tổ chức để ủng hộ công nhân bãi công, ủng hộ phụ nữ tiếp cận biện pháp tránh thai, và phản đối Chiến tranh thế giới thứ nhất. Kết quả là bà trở nên tích cực trong phong trào đòi tự do ngôn luận đầu thế kỷ 20, xem tự do biểu đạt như một thứ thiết yếu căn bản để đạt được thay đổi xã hội. Sự đấu tranh mạnh mẽ cho những lý tưởng của bà, đương đầu với những hành động đàn áp không ngừng, đã gây cảm hứng cho Roger Baldwin, một trong những người sáng lập Liên minh Tự do Dân sự Hoa Kỳ.

### Chủ nghĩa nữ quyền và luyến ái

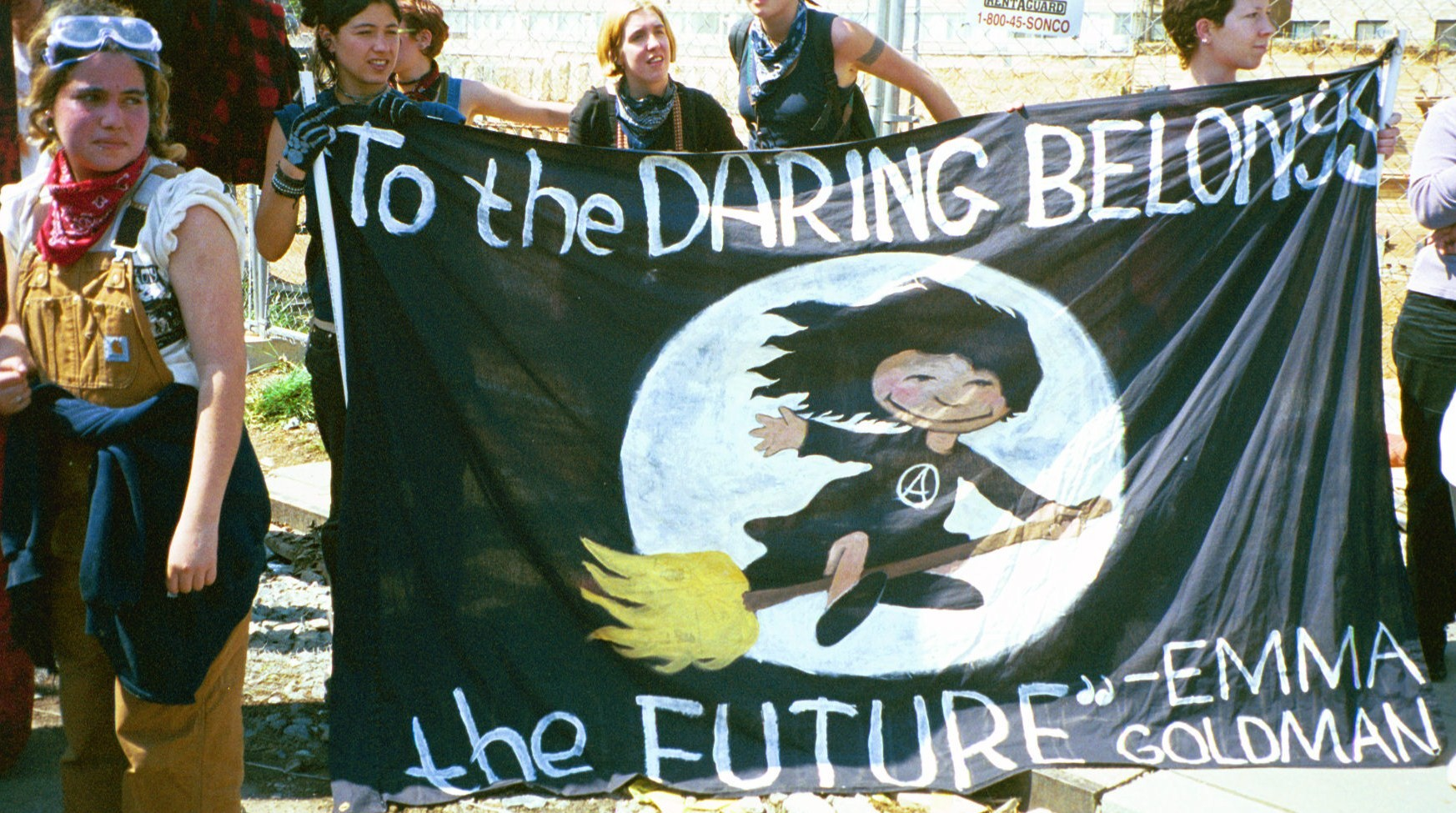
Những người theo phái nữ quyền vô chính phủ tại một buổi biểu tình chống toàn cầu hóa giương khẩu hiệu trích dẫn Emma Goldman: "To the Daring Belongs the Future".

Mặc dù bà không tán thành với những mục tiêu quyền bầu cử của chủ nghĩa nữ quyền cuối thế kỷ 19-đầu thế kỷ 20, Goldman nhiệt liệt cổ vũ cho quyền của phụ nữ, và ngày nay được xem như một người sáng lập nên chủ nghĩa nữ quyền vô chính phủ, thánh thức chế độ phụ quyền như một thể chế cần phải chống lại bên cạnh quyền lực nhà nước và phân chia giai cấp. Năm 1897, bà viết: "Tôi đòi hỏi sự độc lập cho phụ nữ, quyền của phụ nữ tự lo cho bản thân mình; sống cho riêng mình; yêu bất cứ ai mình muốn, hay có bao nhiêu người yêu tùy thích. Tôi đòi hỏi tự do cho cả hai giới, tự do hành động, tự do trong tình yêu và tự do trong việc làm mẹ."
Được đào tạo như một y tá, Goldman là một trong những người ủng hộ rất sớm việc giáo dục phụ nữ về các biện pháp tránh thai. Như nhiều nhà đấu tranh nữ quyền cùng thời, bà xem phá thai là một hậu quả bi thảm của điều kiện xã hội, và kiểm soát sinh đẻ là một sự thay thế tích cực. Goldman cũng là một người ủng hộ tự do yêu đương, và là một người chỉ trích mạnh mẽ hôn nhân. Bà xem những người đấu tranh nữ quyền giai đoạn đầu khác bị hạn chế trong lĩnh vực của họ và bị bó hẹp bới những lực lượng xã hội của Thanh giáo và chủ nghĩa tư bản. Bà viết: "Chúng ta cần có sự phát triển không bị ngăn trở khỏi những truyền thống và thói quen cũ. Phong trào giải phóng phụ nữ đến nay mới chỉ đi được bước đầu tiên theo đường hướng đó."
Goldman cũng là một người chỉ trích mạnh mẽ những thành kiến chống lại đồng tính luyến ái. Niềm tin của bà rằng sự giải phóng xã hội phải mở rộng tới những người đàn ông và phụ nữ đồng tính hầu như chưa được ai nói tới ở thời đó, ngay cả trong số những người vô chính phủ. Như nhà giới tính học Magnus Hirschfeld nhận định, "bà là người phụ nữ đầu tiên và duy nhất, thật ra là người Mỹ đầu tiên và duy nhất, đảm nhận việc bảo vệ tình yêu đồng tính trước công chúng." Trong nhiều diễn văn và thư từ, bà bảo vệ quyền của người đồng tính được yêu như họ mong muốn và kết án những nỗi sợ và sự nhơ nhuốc bị gán cho đồng tính luyến ái. Như Goldman viết trong một lá thư cho Hirschfeld, "Thật là một bi kịch, tôi cảm thấy, rằng những người với những loại giới tính khác nhau rơi vào một thế giới thể hiện quá ít sự hiểu biết đối với đồng tính luyến ái và thờ ơ một cách ngu xuẩn với những mức độ và biến thể khác nhau của giới tính và ý nghĩa lớn lao của điều đó trong cuộc sống."

### Chủ nghĩa vô thần
Là một người vô thần nhiệt thành, Goldman xem tôn giáo là một công cụ khác, bên cạnh nhà nước, để kiểm soát và thống trị. Luận văn "Triết học của Chủ nghĩa vô thần" của bà trích dẫn Bakunin trong nhiều đoạn và thêm vào:

Một cách có ý thức hay không có ý thức, hầu hết những người hữu thần thấy trong thần thánh và ma quỷ, thiên đường và địa ngục, ân thưởng và trừng phạt, một ngọn roi để quất con người đưa vào sự tuân lời, yếu đuối và mãn nguyện... Triết học của chủ nghĩa vô thần biểu hiện sự mở rộng và phát triển của tinh thần con người. Triết học hữu thần, nếu có thể gọi là một thứ triết học, thì tĩnh tại và cố định.

Trong những luận văn như "Sự đạo đức giả của Thanh giáo" hay bài diễn văn có tựa đề "Sự thất bại của Cơ đốc giáo", Goldman tạo ra không ít kẻ thù trong những cộng đồng tôn giáo bằng cách tấn công những thái độ luân lý và nỗ lực của họ nhằm kiểm soát hành vi của con người. Bà lên án Cơ đốc giáo phải chịu trách nhiệm về "sự kéo dài vĩnh hằng một xã hội nô lệ", lập luận rằng nó quyết định những hành động của mỗi cá nhân trên đời và cung cấp cho người nghèo một lời hứa giả mạo về một cuộc sống no đủ ở thiên đường. Là một người Do Thái, bà cũng lên án chủ nghĩa phục quốc Do Thái, mà bà xem là một thí nghiệm thất bại nữa về kiểm soát nhà nước.

## Di sản
Goldman được biết đến rộng rãi khi sinh thời, được mô tả (bên cạnh những tên gọi khác) là "người đàn bà nguy hiểm nhất ở Mỹ". Từ sau khi bà mất tới giữa thế kỷ hai mươi, tên tuổi bà mờ nhạt dần. Các học giả và sử gia về chủ nghĩa vô chính phủ xem bà là một diễn giả và nhà hoạt động vĩ đại, nhưng không xem bà là một lý thuyết gia, một nhà tư tưởng ngang tầm với, chẳng hạn, Kropotkin.

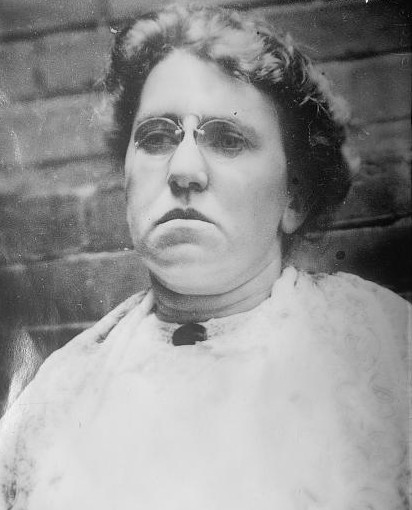
Bức hình Goldman, thường đi kèm với một câu diễn lại ý của bà—"If I can't dance, I don't want to be in your revolution" (tạm dịch: "Nếu không được khiêu vũ, tôi không muốn tham gia vào cuộc cách mạng của anh"—đã được thể hiện trên vô số những grafiti trên tường, trang phục, nhãn dán và tranh dán như một biểu tượng của tự do.

Năm 1970, Dover Press tái bản tiểu sử của Goldman, Living My Life, và vào năm 1972, nhà văn đấu tranh nữ quyền Alix Kates Shulman cho in một tập hợp những bài viết và diễn văn của Goldman mang tên Red Emma Speaks. Những tác phẩm này đem cuộc đời và bài viết của bà tới một công chúng rộng rãi hơn, và bà được ngợi ca bởi làn sóng mới của phong trào phụ nữ cuối thế kỷ 20. Năm 1973, Shulman được một người bạn ngành in ấn hỏi nên lấy một câu trích nào từ Goldman để in vào áo thun. Bà lấy một đoạn trích trong Living My Life về "quyền tự biểu đạt, quyền của mọi người với những thứ đẹp đẽ, tỏa sáng", kể rằng bà bị người ta chê trách rằng "một người vận động quần chúng không cần phải khiêu vũ". Nhà in đã tạo ra một khẩu hiệu dựa trên những lời này, nay được xem là một trong những trích dẫn nổi tiếng nhất của Goldman, mặc dù không phải là nguyên văn lời bà: "If I can't dance I don't want to be in your revolution" (tạm dịch: "Nếu không được khiêu vũ, tôi không muốn tham gia vào cuộc cách mạng của anh"). Những biến thể khác nhau của câu này đã xuất hiện trên hàng nghìn áo thun, tranh dán, cốc cà phe, mũ, và các vật dụng khác.
Phong trào nữ quyền những năm 1970 "tái phát hiện" Goldman đi kèm với một phong trào vô chính phủ trỗi dậy, bắt đầu từ cuối những năm 1960, cũng làm sống lại sự quan tâm của giới học giả với những người vô chính phủ thời trước. Sự lớn mạnh của chủ nghĩa nữ quyền cũng khởi động sự đánh giá lại những tác phẩm triết học của Goldman, với nhiều học giả chỉ ra tầm quan trọng của những đóng góp của bà trong tư tưởng vô chính phủ thời bà. quan điểm của Goldman về giá trị mỹ học, chẳng hạn, có thể thấy trong những ảnh hưởng sau này về chủ nghĩa vô chính phủ và nghệ thuật. Tương tự, Goldman ngày nay được ghi nhận là đã ảnh hưởng quan trọng và mở rộng phạm vi của hoạt động đấu tranh trên các lĩnh vực về tự do giới tính, quyền sinh sản, và tự do biểu hiện.
Goldman được thể hiện trong nhiều tác phẩm hư cấu, bao gồm phim Reds (1981) của Warren Beauty trong đó Maureen Stapleton đóng vai Goldman nhận được Giải Oscar cho nữ diễn viên phụ xuất sắc nhất. Goldman cũng là một nhân vật trong hai nhạc kịch Broadway, Ragtime và Assassins. Các vở kịch nói mô tả cuộc đời Goldman bao gồm vở kịch của Howard Zinn, Emma; Mother Earth (1991) của Martin Duberman; Emma Goldman: Love, Anarchy, and Other Affairs của Jessica Litwak (nói về quan hệ với Berkman và liên hệ trong vụ ám sát McKinley); Love Ben, Love Emma của Lynn Rogoff (về quan hệ với Reitman); và Red Emma của Carol Bolt. Tiểu thuyết năm 1941 của Ethel Mannin, Red Rose (Hoa hồng đỏ) cũng dựa trên cuộc đời Goldman.
Tên bà được vinh danh bời một số tổ chức, bao gồm Phòng khám Emma Goldman, một trung tâm y tế cho phụ nữ ở Iowa City, Iowa
 và Quán cà phê sách Red Emma ở Baltimore, Maryland.
Paul Gailiunas và vợ quá cố Helen Hill cùng sáng tác một bài hát cho phong trào vô chính phủ mang tên "Emma Goldman", được ban nhạc Piggy: The Calypso Orchestra of the Maritimes biểu diễn và ghi đĩa năm 1999. Ca khúc sau đó được ban nhạc mới của Gailiunas The Troublemakers biểu diễn và ấn hành trong album Here Come The Troublemakers (2004).

## Tác phẩm
Goldman là một cây bút sôi nổi, viết vô số những tiểu luận và bài báo với phạm vi đề tài rộng rãi. Bà là tác giả của sáu cuốn sách, bao gồm một tiểu sử tự thuật, Living My Life và một tiểu sử của một nhà vô chính phủ đồng chí hướng, Voltairine de Cleyre.

### Sách viết bởi Goldman
- Anarchism and Other Essays. New York: Mother Earth Publishing Association, 1910.
- The Social Significance of the Modern Drama. Boston: Gorham Press, 1914.
- My Disillusionment in Russia. Garden City, New York: Doubleday, Page and Co., 1923.
- My Further Disillusionment in Russia. Garden City, New York: Doubleday, Page and Co., 1924.
- Living My Life. New York: Knopf, 1931.
- Voltairine de Cleyre. Berkeley Heights, New Jersey: Oriole Press, 1932.

### Tuyển tập bài viết
- Red Emma Speaks: Selected Writings and Speeches. New York: Random House, 1972. ISBN 0-394-47095-8.
- Emma Goldman: A Documentary History Of The American Years, Volume 1 – Made for America, 1890–1901. Berkeley: University of California Press, 2003. ISBN 0-520-08670-8.
- Emma Goldman: A Documentary History Of The American Years, Volume 2 – Making Speech Free, 1902–1909. Berkeley: University of California Press, 2004. ISBN 0-520-22569-4.
- Emma Goldman: A Documentary History of the American Years, Volume 3 – Light and Shadows, 1910–1916. Stanford: Stanford University Press, 2012. ISBN 0-8047-7854-X.

## Trích dẫn
Chú thích
1. ↑  Thứ tự sinh ra trong gia đình đó không thực sự rõ ràng; Wexler (trong Intimate, tr. 13) ghi nhận rằng Goldman tự viết về mình là đứa con thứ tư của mẹ bà, em trai bà Louis (chết yểu năm 6 tuổi) nhiều khả năng đã sinh sau bà.
2. ↑  strike breaker: tức những người ở ngoài được thuê vào làm ngắn hạn để vô hiệu hóa bãi công, phổ biến ở Hoa Kỳ[37]
3. ↑  Trong Kinh Cựu Ước, Cain là con trai của Adam và Eva, đã giết em ruột của mình là Abel vì ghen tị, do đó bị Chúa nguyền rủa.[170]

Dẫn nguồn
1. ↑  Diggs, Nancy Brown (1998). Steel Butterflies: Japanese Women and the American Experience. Albany: State Univ. of New York Press. tr. 99. ISBN 0791436233. Like other radicals of the time, Noe Itō was most influenced by none other than Emma Goldman.
2. 1 2  University of Illinois at Chicago Biography of Emma Goldman. UIC Library Emma Goldman Collection. Truy cập ngày 13 tháng 12 năm 2008.
3. ↑  Streitmatter, Rodger (2001). Voices of Revolution: The Dissident Press in America. New York: Columbia University Press. tr. 122–134. ISBN 0-231-12249-7.
4. ↑  Goldman, Living, tr. 24.
5. 1 2 3  Goldman, Living, tr. 447.
6. ↑  Drinnon, Rebel, tr. 5.
7. ↑  Chalberg, tr. 13.
8. ↑  Drinnon, Rebel, tr. 12.
9. ↑  Goldman, Living, tr. 11.
10. ↑  Wexler, Intimate, tr. 12.
11. ↑  Wexler, Intimate, tr. 13–14.
12. ↑  Goldman, Living, tr. 20.
13. ↑  Goldman, Living, tr. 28.
14. ↑  Drinnon, Rebel, tr. 6–7.
15. ↑  Chalberg, tr. 15.
16. ↑  Goldman, Living, tr. 12.
17. ↑  Wexler, Intimate, tr. 23–26.
18. 1 2  Chalberg, tr. 16.
19. ↑  Goldman, Living, tr. 22.
20. ↑  Falk, Love, tr. 14.
21. 1 2  Goldman, Living, tr. 23.
22. ↑  Wexler, Intimate, tr. 27.
23. ↑  Wexler, Intimate, tr. 30–31.
24. ↑  Falk, Love, tr. 15–16.
25. ↑  Drinnon, Rebel, tr. 15–17.
26. ↑  Chalberg, tr. 27.
27. ↑  Chalberg, tr. 27–28.
28. ↑  Goldman, Living, tr. 40.
29. ↑  Goldman, Living, tr. 51.
30. 1 2  Goldman, Living, tr. 52.
31. ↑  Goldman, Living, tr. 54.
32. ↑  Wexler, Intimate, tr. 53.
33. ↑  Wexler, Intimate, tr. 57.
34. ↑  Wexler, Intimate, tr. 57–58.
35. ↑  "People & Events: Henry Clay Frick (1849-1919)". PBS. ngày 11 tháng 3 năm 2004. Truy cập ngày 10 tháng 7 năm 2015.
36. ↑  Southwick, Albert B. (ngày 26 tháng 6 năm 2014). "Emma Goldman pays a visit". Telegram & Gazette. Worcester, Massachusetts. Bản gốc lưu trữ ngày 1 tháng 7 năm 2004. Truy cập ngày 10 tháng 7 năm 2015.
37. ↑  Norwood, Strikebreaking and Intimidation, 2002.
38. ↑  Wexler, Intimate, tr. 61–62.
39. ↑  trích từ Wexler, Intimate, tr. 63.
40. ↑  Wexler, Intimate, tr. 63–65.
41. 1 2  Goldman, Living, tr. 91.
42. ↑  Drinnon, Rebel, tr. 45.
43. ↑  Chalberg, tr. 42–43; Falk, Love, tr. 25; Wexler, Intimate, tr. 65.
44. ↑  "Alexander Berkman, the Anarchist, to Be Deported; Case of Emma Goldman Now Up for Decision". The New York Times. ngày 26 tháng 11 năm 1919.
45. ↑  Goldman, Living, tr. 106.
46. ↑  Wexler, Intimate, tr. 65.
47. ↑  Wexler, Intimate, tr. 65–66.
48. ↑  Goldman, Living, tr. 105.
49. ↑  trích trong Wexler, Intimate, tr. 66.
50. ↑  "Panic of 1893" Lưu trữ ngày 7 tháng 5 năm 2008 tại Wayback Machine. Ohio History Central Lưu trữ ngày 20 tháng 2 năm 2008 tại Wayback Machine. Ohio Historical Society, 2007. Truy cập ngày 18 tháng 12 năm 2007.
51. ↑  trích trong Chalberg, tr. 46.
52. ↑  Goldman, Living, tr. 123.
53. ↑  Drinnon, Rebel, tr. 58–59.
54. ↑  Wexler, Intimate, tr. 76.
55. ↑  Drinnon, Rebel, tr. 57.
56. ↑  Nellie Bly, "Nelly Bly Again: She Interviews Emma Goldman and Other Anarchists", New York World, ngày 17 tháng 9 năm 1893.
57. ↑  Drinnon, Rebel, tr. 60.
58. ↑  Wexler, Intimate, tr. 78.
59. ↑  Wexler, Intimate, tr. 78–79.
60. ↑  Wexler, Intimate, tr. 84–89.
61. ↑  Chalberg, tr. 65–66.
62. ↑  Drinnon, Rebel, tr. 68.
63. ↑  Chalberg, tr. 73.
64. ↑  Wexler, Intimate, tr. 104.
65. ↑  Wexler, Intimate, tr. 103–104.
66. ↑  Goldman, Living, tr. 300.
67. ↑  trích trong Chalberg, tr. 76.
68. ↑  Drinnon, Rebel, tr. 74.
69. 1 2  Chalberg, tr. 78.
70. ↑  Falk, The American Years, tr. 461.
71. ↑  Wexler, Intimate, tr. 106–112.
72. ↑  Trích trong Chalberg, tr. 81.
73. ↑  Wexler, Intimate, tr. 115.
74. ↑  Goldman, Living, tr. 318.
75. ↑  Falk, Making Speech Free, tr. 557.
76. ↑  Chalberg, tr. 84–87.
77. ↑  trích trong Chalberg, tr. 87.
78. ↑  Goldman, Living, tr. 377.
79. ↑  Chalberg, tr. 88–91.
80. ↑  Wexler, Intimate, tr. 121–130.
81. ↑  Goldman, Living, tr. 384.
82. ↑  Chalberg, tr. 94.
83. ↑  Drinnon, Rebel, tr. 97–98.
84. ↑  Drinnon, Rebel, tr. 98.
85. ↑  Chalberg, tr. 97.
86. ↑  Wexler, Intimate, tr. 135–137.
87. ↑  Wexler, Intimate, tr. 166.
88. ↑  Wexler, Intimate, tr. 168.
89. ↑  Wexler, Intimate, tr. 140–147.
90. 1 2  Goldman, Anarchism, tr. 49.
91. ↑  Alice S. Rossi. The Feminist Papers: From Adams to de Beauvoir. Lebanon, New Hampshire: Northeastern University Press, 1988, tr. 507
92. ↑  trích trong Wexler, Intimate, tr. 210.
93. ↑  "Today in History: February 11". Library of Congress. Truy cập ngày 28 tháng 1 năm 2014.
94. ↑  Wexler, Intimate, tr. 211–215.
95. ↑  Drinnon, Rebel, tr. 186–187; Wexler, Intimate, tr. 230.
96. ↑  Berkman, tr. 155.
97. ↑  Drinnon, Rebel, tr. 186–187.
98. ↑  Chalberg, tr. 129.
99. 1 2  "Emma Goldman and A. Berkman Behind the Bars". The New York Times. ngày 16 tháng 6 năm 1917. Truy cập ngày 17 tháng 12 năm 2007.
100. ↑  trích trong Wexler, Intimate, tr. 232.
101. ↑  trích trong Chalberg, tr. 134.
102. ↑  Shaw, Francis H. (tháng 7 năm 1964). "The Trials of Emma Goldman, Anarchist". The Review of Politics. Quyển 26 số 3. tr. 444–445. doi:10.1017/S0034670500005210. Prosecuted under the Espionage Act of 1917 for obstructing the draft, Emma Goldman...
103. ↑  Trial and Speeches of Alexander Berkman and Emma Goldman in the United States District Court, in the City of New York, July, 1917 (New York: Mother Earth Publishing Association, 1917)
104. ↑  Wexler, Intimate, tr. 235–244.
105. ↑  trích trong Chalberg, tr. 141.
106. ↑  Chalberg, tr. 141–142.
107. ↑  Wexler, Intimate, tr. 253–263.
108. ↑  trích trong Drinnon, Rebel, tr. 215.
109. ↑  "Deportation Defied by Emma Goldman". The New York Times. ngày 28 tháng 10 năm 1919. Truy cập ngày 4 tháng 2 năm 2010.
110. ↑  "Will Fight Deportation". The New York Times. ngày 1 tháng 12 năm 1919. Truy cập ngày 4 tháng 2 năm 2010.
111. ↑  Post, tr. 13–14.
112. ↑  McCormick, tr. 158–163.
113. 1 2  "'Ark' with 300 Reds Sails Early Today for Unnamed Port". The New York Times. ngày 21 tháng 12 năm 1919. Truy cập ngày 1 tháng 2 năm 2010.
114. ↑  Clay, Steven E. (2011). U. S. Army Order Of Battle 1919-1941 (PDF). Volume 4. The Services: Quartermaster, Medical, Military Police, Signal Corps, Chemical Warfare, And Miscellaneous Organizations, 1919-41. Quyển 4. Fort Leavenworth, KS 66027: Combat Studies Institute Press. ISBN 9780984190140. LCCN 2010022326. Truy cập ngày 23 tháng 10 năm 2014.{{Chú thích sách}}:  Quản lý CS1: địa điểm (liên kết)
115. ↑  Post, tr. 4.
116. ↑  Murray, 208-9
117. ↑  "Soviet Ark Lands its Reds in Finland". The New York Times. ngày 18 tháng 1 năm 1920. Truy cập ngày 1 tháng 2 năm 2010.
118. ↑  Murray, tr. 207–208.
119. ↑  Post, tr. 1–11.
120. ↑  trích trong Wexler, Intimate, tr. 243.
121. ↑  trích trong Wexler, Exile, tr. 17.
122. ↑  trích trong Chalberg, tr. 150.
123. 1 2 3  Goldman, Emma. Living My Life. 1931. New York: Dover Publications Inc., 1970. ISBN 0-486-22543-7.
124. ↑  trích trong Drinnon, Rebel, tr. 235.
125. ↑  Drinnon, Rebel, tr. 236–237.
126. ↑  trích trong Drinnon, Rebel, tr. 237.
127. ↑  Wexler, Exile, tr. 47–49.
128. ↑  Wexler, Exile, tr. 56–58.
129. ↑  Chalberg, tr. 161–162.
130. ↑  trích trong Wexler, Exile, tr. 96.
131. ↑  Falk, Love, tr. 209–210.
132. ↑  trích trong Wexler, Exile, tr. 111.
133. ↑  Wexler, Exile, tr. 115.
134. ↑  trích trong Chalberg, tr. 164.
135. ↑  Wexler, Exile, tr. 122.
136. ↑  Mary V. Dearborn, Mistress of Modernism: The Life of Peggy Guggenheim, Houghton Mifflin, 2004, tr.61–62
137. ↑  Wexler, Exile, tr. 135.
138. ↑  Chalberg, tr. 165–166.
139. ↑  Wexler, Exile, tr. 154.
140. ↑  Wexler, Exile, tr. 158–164.
141. ↑  Avrich, Anarchist Portraits, tr. 206–207.
142. ↑  Wexler, Emma Goldman in Exile, tr. 193–194.
143. ↑  Drinnon, Rebel, tr. 301–302.
144. ↑  trích trong Wexler, tr. 232.
145. ↑  trích trong Drinnon, Rebel, tr. 303.
146. ↑  Wexler, Exile, tr. 205.
147. ↑  trích trong Wexler, Exile, tr. 209.
148. ↑  Wexler, Exile, tr. 209–210.
149. ↑  trích trong Wexler, Exile, tr. 216.
150. ↑  Wexler, Exile, tr. 222.
151. ↑  trích trong Wexler, tr. 226.
152. ↑  trích trong Wexler, Exile, tr. 232.
153. 1 2  trích trong Wexler, Exile, tr. 236.
154. ↑  trích trong Wexler, Exile, tr. 240.
155. ↑  Wexler, tr. 240–241.
156. ↑  "Emma Goldman, Anarchist, Dead. Internationally Known Figure, Deported From The U.S., Is Stricken In Toronto. Disillusioned By Soviets Opposed Lenin And Trotsky As Betrayers Of Socialism Through Despotism". The New York Times. ngày 14 tháng 5 năm 1940. Truy cập ngày 20 tháng 4 năm 2008. Emma Goldman, internationally known anarchist, died early today at her home here after an illness of several months. She was 70 years old.
157. ↑  Drinnon, Rebel, tr. 312–313.
158. ↑  Goldman, Anarchism, tr. 62.
159. 1 2  trích trong Wexler, Intimate, tr. 92.
160. ↑  Goldman, Living, tr. 56.
161. 1 2  Goldman, Living, tr. 88.
162. ↑  Goldman, Anarchism, tr. 79.
163. ↑  Goldman, Disillusionment, tr. 260–264.
164. ↑  "Preface to First Volume of American Edition" for My Disillusionment in Russia (Emma Goldman Papers Project, University of California-Berkeley).
165. 1 2  Goldman, Anarchism, tr. 54.
166. ↑  Wexler, Intimate, tr. 91.
167. ↑  Wexler, Exile, tr. 167.
168. ↑  Goldman, Anarchism, tr. 205.
169. ↑  Goldman, Anarchism, tr. 198.
170. ↑  Anglea Y. Kim, "Cain and Abel in the Light of Envy: A Study of the History of the Interpretation of Envy in Genesis 4:1-16," JSP (2001), tr.65-84
171. ↑  Goldman, Anarchism, tr. 120.
172. ↑  See generally Living My Life.
173. ↑  See Geoffrey R. Stone, Perilous Times: Free Speech in Wartime, From the Sedition Act of 1798 to the War on Terrorism (2004), tr. 139–152).
174. ↑  Falk, Making Speech Free.
175. ↑  David M. Rabban, Free Speech In Its Forgotten Years (1997).
176. ↑  Christopher M. Finan, From the Palmer Raids to the Patriot Act: A History of the Fight for Free Speech in America, tr. 18.
177. ↑  Marshall, tr. 409.
178. ↑  trích trong Wexler, Intimate, tr. 94.
179. ↑  Goldman, Anarchism, tr. 224.
180. ↑  Haaland; Goldman, "The Traffic in Women"; Goldman, "On Love".
181. ↑  Katz, Jonathan Ned (1992). Gay American History: Lesbians and Gay Men in the U.S.A. New York City: Penguin Books. tr. 376–380.
182. 1 2  Goldman, Emma (1923). "Offener Brief an den Herausgeber der Jahrbücher über Louise Michel" với tựa đề bởi Magnus Hirschfeld. Jahrbuch für sexuelle Zwischenstufen 23: 70.
183. ↑  Goldman, Emma (tháng 2 năm 1916). "The Philosophy of Atheism". Mother Earth. Truy cập ngày 7 tháng 12 năm 2007.
184. ↑  Goldman, "The Failure of Christianity" Lưu trữ ngày 12 tháng 5 năm 2008 tại Wayback Machine. Mother Earth, April 1913.
185. ↑  Wexler, Exile, tr. 41.
186. ↑  Avrich, Paul (2006). Anarchist Voices: An Oral History of Anarchism in America. AK Press. tr. 45. ISBN 1-904859-27-5.
187. ↑  Marshall, tr. 396–401.
188. 1 2  Wexler, Exile, tr. 1.
189. ↑  Shulman, Alix Kates. "Dances with Feminists". Women's Review of Books, Vol. IX, #3. December 1991. Available at the Emma Goldman Papers. Truy cập ngày 13 tháng 12 năm 2007.
190. ↑  Marshall, tr. 408–409.
191. ↑  "NY Times: Reds". The New York Times. Truy cập ngày 31 tháng 12 năm 2008.
192. ↑  Zinn, Howard (2002). Emma: A Play in Two Acts about Emma Goldman, American Anarchist. South End Press. ISBN 0-89608-664-X.
193. ↑  Duberman, Martin (1991). Mother Earth: An Epic Drama of Emma Goldman's Life. St. Martin's Press. ISBN 0-312-05954-X.
194. ↑  Lynn Rogoff Lưu trữ ngày 5 tháng 1 năm 2008 tại Wayback Machine at doollee.com: The Playwrights Database
195. ↑  Wexler, Exile, tr. 249.
196. ↑  Mannin, Ethel (1941). Red Rose: A Novel Based on the Life of Emma Goldman ("Red Emma"). Jarrolds.
197. ↑  " Lưu trữ ngày 17 tháng 11 năm 2015 tại Wayback Machine". The Emma Goldman Clinic. 2007. Truy cập ngày 15 tháng 12 năm 2007.
198. ↑  "Red Emma's Bookstore Coffeehouse: Who is Red Emma?". Red Emma's Bookstore Coffeehouse. Truy cập ngày 24 tháng 2 năm 2008.
199. 1 2  John Clark (ngày 14 tháng 5 năm 2007). "Remembering Helen Hill: A New Orleans community comes together after the murder of a friend and activist". Divergences.
200. ↑  Goldman, Emma (1932). "Voltairine de Cleyre". Berkeley Heights, New Jersey: Oriole Press. OCLC 12414567. Truy cập ngày 11 tháng 2 năm 2011. {{Chú thích tạp chí}}: Chú thích magazine cần |magazine= (trợ giúp)